# Volkach
Volkach ist eine Stadt in Bayern im unterfränkischen Landkreis Kitzingen und der Sitz der Verwaltungsgemeinschaft Volkach. Die kleine, historische Stadt am Main ist ein bedeutender Wein- und Touristenort im fränkischen Weinbaugebiet. In der Raumplanung des Freistaates Bayern wird Volkach als Mittelzentrum dem Regionalzentrum Würzburg zugeordnet.

## Geografie

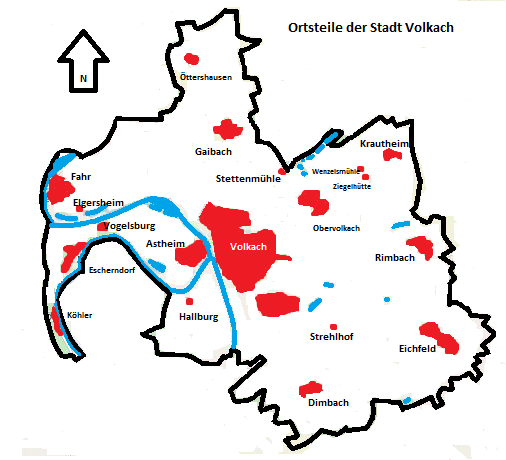
Die Ortsteile der Gemeinde Volkach

### Geografische Lage
Volkach liegt im Norden des Landkreises Kitzingen im südöstlichen Unterfranken. Die Stadt bildet den nördlichen Abschluss des Landkreises und grenzt (im Uhrzeigersinn) an den Landkreis Schweinfurt im Norden, die Stadt Prichsenstadt im Osten, die Marktgemeinde Wiesentheid im Südosten, die Gemeinde Schwarzach am Main im Süden sowie die beiden Dörfer der Verwaltungsgemeinschaft Volkach, Sommerach und Nordheim. Im Westen schließt der Landkreis Würzburg an die Stadt an.
Volkach ist 14 km von der Kreisstadt Kitzingen, 20 km von Schweinfurt und 22 km von Würzburg entfernt.
Mit einer Fläche von 60,19 km² ist die Stadt Volkach die drittgrößte Kommune im Landkreis und hat mit ihren etwa 9000 Einwohnern eine Bevölkerungsdichte von 150 Einwohnern je km². Das Stadtgebiet liegt somit etwas unter dem bayerischen Durchschnitt von 176 Einwohnern je km². Nach der Einwohnerzahl ist Volkach hingegen die zweitgrößte Kommune des Landkreises.
Der Freistaat Bayern zählt Volkach in seinem Regionalplan vom Februar 2018 als Mittelzentrum zu den Zentralen Orten.

### Geologie, Hydrologie, Böden
Naturräumlich wird das Gemeindegebiet von mehreren Untereinheiten der Mainfränkischen Platten gebildet. Der Hauptort und die westlichen Ortsteile liegen im Gebiet der Volkacher Mainschleife, die als Untereinheit zum Mittleren Maintal gezählt wird. Der Osten zwischen Obervolkach und Eichfeld wird dagegen zum Steigerwaldvorland von Neuses innerhalb der Kitzinger Mainebene im Iphofen-Gerolzhofener Steigerwaldvorland gerechnet. Hierzu zählt ebenso die Gaibacher Lößhochfläche im nördlichen Teil des Gemeindegebiets. Um Dimbach und die Hallburg liegt das Dimbacher Flugsandgebiet als Teil der Kitzinger Mainebene im Steigerwaldvorland.
Der Ort Volkach liegt an der Mainschleife, der größten Flussmäanderlandschaft in Bayern. Die Region ist geprägt von steilen Prallhängen und flachen Gleithängen, die besonders gut für den Weinbau genutzt werden können. Diese Nutzung durch den Menschen hat die Landschaft stark verändert. Dennoch ist die erdgeschichtliche Vergangenheit weiterhin gut sichtbar. Die Eintiefung des Mains in sein heutiges Bett erfolgte vor allem im Pleistozän, die Flussmäander vertieften sich und ließen die beiden Hangtypen entstehen. Durch Erosion setzt sich dieser Vorgang fort. Dadurch schneiden die Flussläufe immer tiefer in den Berg der Vogelsburg ein, sodass in ferner Zukunft voraussichtlich ein Durchbruchs- bzw. Umlaufberg entstehen wird.
Hydrologisch profitiert Volkach vor allem durch die tonigen und lehmigen Bodenbeimischungen. Ihre hohe Wasseraufnahmefähigkeit ermöglicht den Pflanzen die Feuchtigkeitsaufnahme, da gleichzeitig ein sehr hoher Grundwasserstand vorhanden ist. Durch diese Beimischungen kann die Winterfeuchtigkeit bis in den Sommer gehalten werden und ermöglicht der Flora auch in trockenen Jahren das Überleben.
Die Geologie und die Bodenbeschaffenheit um die Stadt sind vielfältig. Oberer Muschelkalk, Lettenkeuper, Lösslehm, Sand, schwere Tonböden und anmoorige Böden existieren. Im Westen herrschen die Muschelkalkflächen vor, während im Bereich des Mains Löß und Lößlehm überwiegen. Östlich des Flusses gibt es vor allem schwere bis tonige Lehme und Sande. Am vielfältigsten sind die Böden im Maintal beschaffen: Sand, Kies, Geröll, lehmige und tonige Sande sowie anmoorige Aueböden sind dort anzutreffen. Eine Grobgliederung kann mit dem fruchtbaren Lößstreifen um Gaibach und dem großen Flugsandgebiet mit Dünenbildung um Volkach vorgenommen werden. Zwei Störungszonen ziehen sich durch das Gemeindegebiet: Im Süden um den Hauptort ist der Volkacher Sattel zu finden, der die typische Sattel-Mulden-Struktur Unterfrankens abbildet. Die nördlichen Stadtteile haben außerdem Anteil an der Wipfeld-Prichsenstädter Störungszone als herzynisch streichende Verwerfung.

### Klima
Die Stadt liegt in der Maingauklimazone, die zu den trockensten und wärmsten Zonen Deutschlands zählt. Dies ist auch der Hauptgrund für den Weinanbau in der Region. Klimaerhebungen für Volkach werden in der Wetterwarte in Würzburg durchgeführt.
Die Klimaklassifikation von Köppen rechnet die Stadt zur Cfb-Kategorie. (Klimazone C: warm-gemäßigtes Klima, Klimatyp: f: feucht-gemäßigtes Klima, Untertyp b: warme Sommer).
|                       | Jan | Feb | Mär | Apr | Mai | Jun | Jul | Aug | Sep | Okt | Nov | Dez |   |      |
| Mittl. Tagesmax. (°C) | 2   | 4   | 9   | 14  | 20  | 22  | 24  | 23  | 20  | 14  | 7   | 3   | ⌀ | 13,5 |
| Mittl. Tagesmin. (°C) | −4  | −3  | 0   | 3   | 7   | 11  | 12  | 12  | 8   | 5   | 2   | −2  | ⌀ | 4,3  |
|                       |     |     |     |     |     |     |     |     |     |     |     |     |   |      |
| Sonnenstunden (h/d)   | 2   | 3   | 5   | 6   | 6   | 7   | 8   | 7   | 6   | 5   | 2   | 1   | ⌀ | 4,8  |
|                       |     |     |     |     |     |     |     |     |     |     |     |     |   |      |
| Regentage (d)         | 10  | 9   | 9   | 10  | 11  | 11  | 10  | 9   | 8   | 7   | 10  | 10  | Σ | 114  |

| −4 |

| −3 |

| 0 |

| 3 |

| 7 |

| 11 |

| 12 |

| 12 |

| 8 |

| 5 |

| 2 |

| −2 |

| −4 |

| −3 |

| 0 |

| 3 |

| 7 |

| 11 |

| 12 |

| 12 |

| 8 |

| 5 |

| 2 |

| −2 |

### Flächennutzung
| Nutzung                 | Hektar |
| ----------------------- | ------ |
| Gebäude- und Freifläche | 348    |
| Betriebsfläche          | 24     |
| Erholungsfläche         | 31     |
| Verkehrsfläche          | 403    |
| Landwirtschaftsfläche   | 3933   |
| Waldfläche              | 973    |
| Wasserfläche            | 271    |
| Flächen anderer Nutzung | 36     |
| Gesamtfläche            | 6019   |

Die Flächennutzungstabelle Volkachs zeigt ein sehr großes Übergewicht von landwirtschaftlich genutzten Flächen (Stand: 31. Dezember 2023). Der Anteil an der Gemeindefläche beträgt 63,2 %. Es folgen die Waldflächen mit 15,4 %. Wasserflächen nehmen ca. 3,1 % des Gemeindegebiets ein. Neben dem Main und diversen Baggerseen sind hier vor allem die Bäche Volkach, Weidach, Sommerach, Schwarzach und Gaibach zu nennen. Auch existieren eine geringe Anzahl an Erholungsflächen, die etwa 0,5 % des Stadtgebiets ausmachen.
Bebaute Fläche nimmt 13,7 % der Kommune ein. Hier überwiegt die Stadt Volkach mit großem Abstand. Auf die Ortsteile entfallen nur geringe bebaute Flächen. Verkehrsflächen, wie Straßen, Wege und Plätze beanspruchen hiervon knapp die Hälfte (6,0 %).

### Schutzgebiete
Mit der Volkacher Mainschleife besitzt die Stadt ein wertvolles Geotop. Das Bundesamt für Naturschutz weist zusätzlich die gesamte Mainschleife als Landschaftsschutzgebiet aus.
Besonderen Schutz genießen einige Gebiete, die als Naturschutzgebiete eingetragen sind: Die Dürringswasen in Astheim aufgrund der gefährdeten Pflanze Jurinea cyanoides und des Biotops Sandgrasheide, ebenso die Sandgrasheiden am Elgersheimer Hof.
Der Main genießt teilweise ebenso Naturschutz, so zum Beispiel der Altmain um Volkach oder die Mainauen bei Sommerach. Das Naturschutzgebiet Mainhang an der Vogelsburg schützt den nördlichen Prallhang der Mainschleife. Weitere Sandfluren befinden sich zwischen Volkach, Schwarzach am Main und Sommerach. Auch der Wald an der Hallburg ist als Naturschutzgebiet eingetragen.
Ebenso bestehen auf dem Gemeindegebiet einige Naturdenkmäler. So hat sich noch heute der sogenannte Fasangarten im Gaibacher Schlosspark und der Park selbst erhalten. Daneben ist auch das alte Allmendegebiet um den Halbmeilensee als Naturdenkmal eingeordnet. Einziges eingetragenes Geotop ist der Steinbruch im Weinbergsleitengraben bei Krautheim, der hier befindliche alte Wildobstbaum ist wiederum als Naturdenkmal eingeordnet. In der Waldabteilung Brand befand sich dagegen das Naturdenkmal Baderswasen, das heute nicht mehr besteht.

### Stadtgliederung
Volkach hat 19 Gemeindeteile, die auf elf Gemarkungen liegen. Das Zentrum der Gemeinde bildet die Stadt Volkach mit circa 4.500 Einwohnern. Westlich, auf der anderen Mainseite, liegt Astheim, der größte der Volkacher Ortsteile (ca. 800 Einwohner). Am Main entlang westwärts stößt man auf Escherndorf (ca. 300 Einwohner) und Köhler, das mit lediglich 40 Einwohnern der kleinste der Ortsteile ist. Im Uhrzeigersinn folgen dann Fahr (ca. 650 Einwohner) im Nordwesten, Gaibach (ca. 500 Einwohner) im Norden, Obervolkach (ca. 700 Einwohner) und Krautheim (ca. 200 Einwohner) im Nordosten, Rimbach (ca. 300 Einwohner) im Osten, Eichfeld (ca. 450 Einwohner) im Südosten und Dimbach (ca. 150 Einwohner) im Süden.
Weiterhin gibt es um Volkach stillgelegte Mühlen und Aussiedlerhöfe. Als Gemeindeteile werden auch die Burgen Hallburg und Vogelsburg vermerkt.

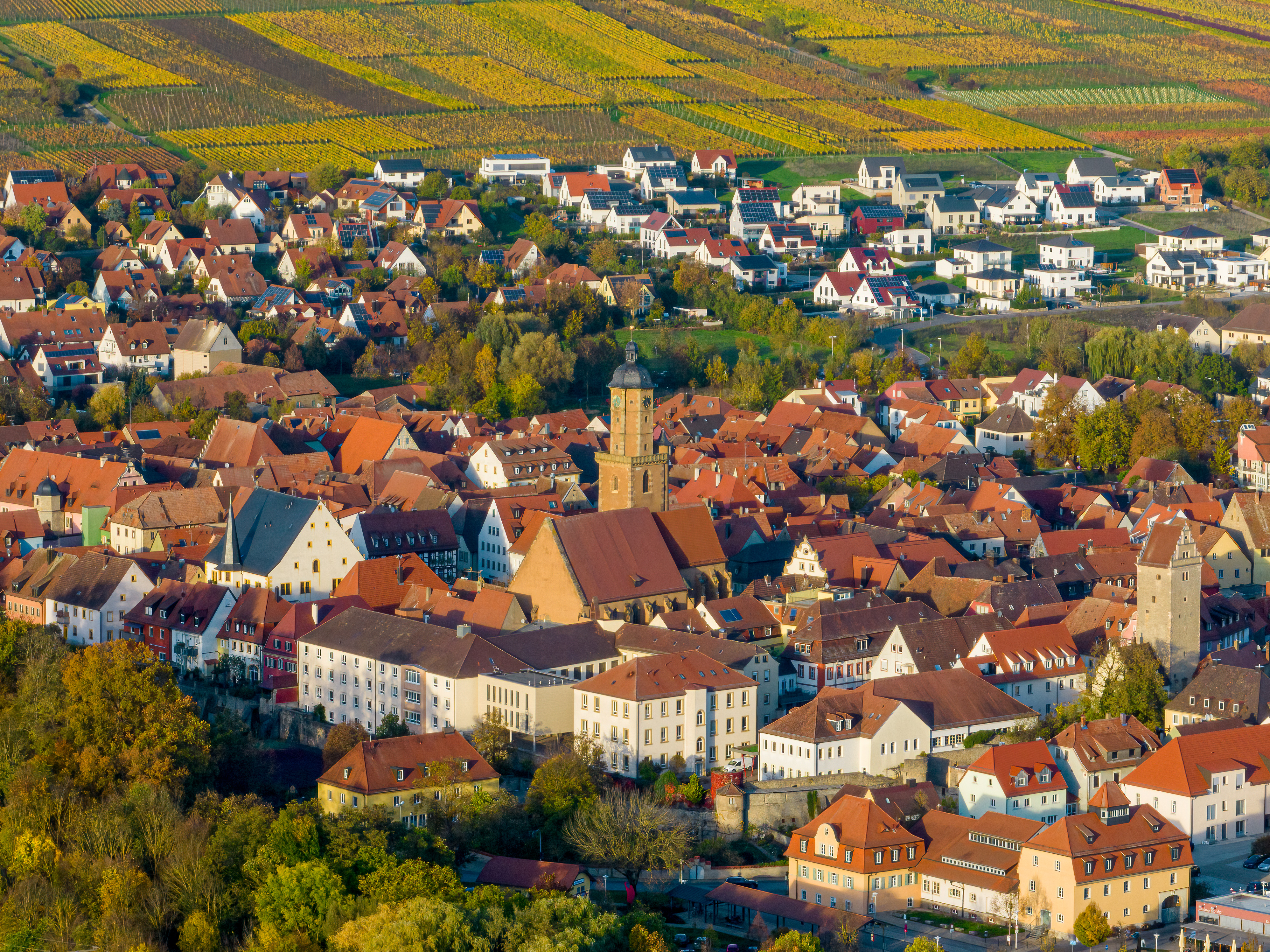
Luftbild der Volkacher Kernstadt von Südwesten

| Gemeindeteil | Tgk. (Teilgemeindekennziffer) | Siedlungstyp | Gemarkung   | Fläche (in km²) | Einwohner (Stand 25. Mai 1987) | Eingemeindung      | Koordinate |
| ------------ | ----------------------------- | ------------ | ----------- | --------------- | ------------------------------ | ------------------ | ---------- |
| Astheim      | 002                           | Pfarrdorf    | Astheim     | 3,32            | 673                            | 1. Januar 1972     | (Lage)     |
| Dimbach      | 003                           | Kirchdorf    | Dimbach     | 5,01            | 131                            | 1. Oktober 1977    | (Lage)     |
| Eichfeld     | 004                           | Pfarrdorf    | Eichfeld    | 6,53            | 411                            | 1. Juli 1972       | (Lage)     |
| Elgersheim   | 005                           | Einöde       | Fahr        | ohne            | 10                             | 1. Mai 1978        | (Lage)     |
| Escherndorf  | 006                           | Pfarrdorf    | Escherndorf | 1,81            | 375                            | 1. Januar 1972     | (Lage)     |
| Fahr         | 007                           | Pfarrdorf    | Fahr        | 2,5             | 529                            | 1. Oktober 1978    | (Lage)     |
| Gaibach      | 008                           | Pfarrdorf    | Gaibach     | 7,91            | 565                            | 1. Oktober 1978    | (Lage)     |
| Hallburg     | 009                           | Schloss      | Volkach     | ohne            | 19                             | 20. September 1955 | (Lage)     |
| Köhler       | 010                           | Kirchdorf    | Köhler      | 0,73            | 73                             | 1. Juli 1972       | (Lage)     |
| Krautheim    | 011                           | Pfarrdorf    | Krautheim   | 2,84            | 185                            | 1. Januar 1977     | (Lage)     |
| Obervolkach  | 012                           | Pfarrdorf    | Obervolkach | 6,22            | 591                            | 1. Januar 1978     | (Lage)     |
| Öttershausen | 013                           | Weiler       | Gaibach     | ohne            | 15                             | 1. Mai 1978        | (Lage)     |
| Rimbach      | 014                           | Pfarrdorf    | Rimbach     | 5,96            | 231                            | 1. Juli 1977       | (Lage)     |
| Stettenmühle | 015                           | Einöde       | Obervolkach | ohne            | 1                              | 1. Januar 1978     | (Lage)     |
| Strehlhof    | 016                           | Einöde       | Rimbach     | ohne            | 6                              | 1. Juli 1977       | (Lage)     |
| Vogelsburg   | 017                           | Einöde       | Escherndorf | ohne            | 13                             | 1. Januar 1972     | (Lage)     |
| Volkach      | 001                           | Hauptort     | Volkach     | 15,64           | 4336                           | nicht eingemeindet | (Lage)     |
| Wenzelsmühle | 018                           | Einöde       | Krautheim   | ohne            | 10                             | 1. Januar 1977     | (Lage)     |
| Ziegelhütte  | 019                           | Einöde       | Krautheim   | ohne            | 5                              | 1. Januar 1977     | (Lage)     |

## Geschichte

### Von der Siedlung zur Stadt Volkach (bis 1258)

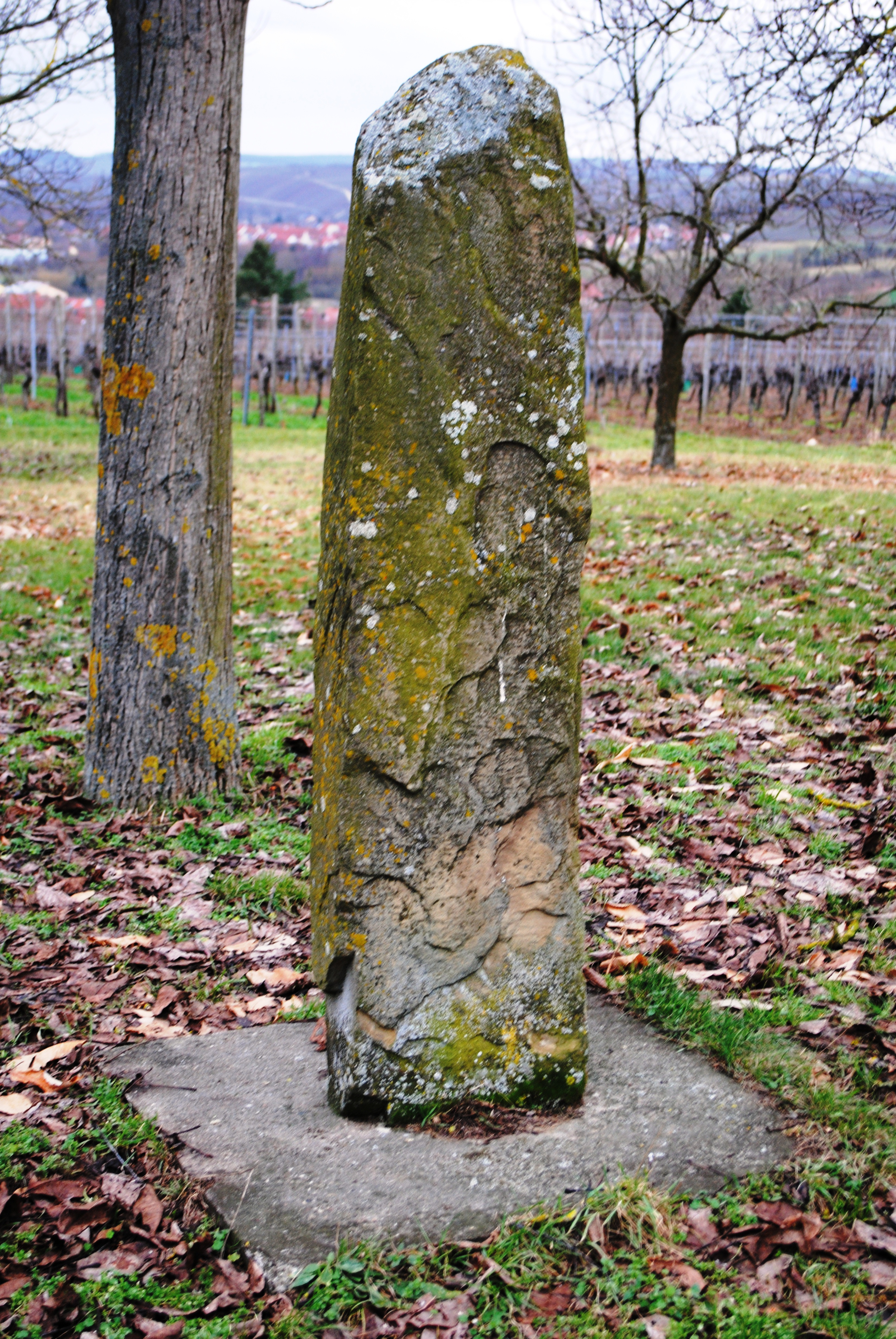
Keltischer Grabhügel am Rande von Volkach

Die Besiedlung der fruchtbaren Region um Volkach erfolgte äußerst früh. Als Bodendenkmäler eingestufte Funde wie Gräber, Freilandstationen oder Siedlungen sind für viele vor- und frühgeschichtliche Kulturen belegt. Sowohl Linearbandkeramiker als auch Mitglieder der Urnenfelderkultur, der Hallstattkultur und der Kelten lebten an der und um die Mainschleife.
Die kulturlandschaftliche Entwicklung der Mainschleife setzte allerdings erst wesentlich später ein. Fränkische Bauern, bereits zum Christentum bekehrt, bauten im 8. Jahrhundert erstmals Wein am Main an. Religiöses Zentrum dieser ersten christlichen Siedler war die Kirche auf dem heutigen Berg der Vogelsburg. Verwaltet wurde die Mainschleife von Prosselsheim aus, wo ein fränkischer Königshof stand. Zu diesem zählten bereits die Siedlungen Ostheim (Astheim), Nordheim und Sommerach sowie mehrere andere Orte. Der Einfluss des Königshofes war bereits im Jahr 889 gemindert, denn durch mehrere Teilungen  wurde das Gebiet zersplittert und der Main die Grenze des „Volkfelds“. 903 kam die Vogelsburg zum Kloster Fulda. 906 schenkte König Ludwig IV. Fulda auch die verbliebenen Siedlungen am Main. Das Kloster verteilte den erhaltenen Besitz an verschiedene Grundherrn und förderte dadurch die unterschiedliche Entwicklung der Siedlungszellen.
Das „niedere“ (lat. inferior) Volkach war nun vom „oberen“ (lat. superior) Volkach getrennt und legte seinen Namenszusatz ab.
In den Erwähnungen von Volkach war bisher nur von „Volkaha“ (1190), „villa“ (1230) und allgemein von „in Volkach“ (1254) die Rede. Die Stadtbezeichnung fehlte. Dies änderte sich erst in einer Urkunde aus dem Jahr 1258 mit „civitate nostra Volka“ (unserer Stadt Volkach). Mittlerweile war Volkach vom Kloster Fulda auf die Grafen von Castell übergegangen. Diese Adelsfamilie erkannte den Wert der Lage am Main und baute die Siedlung zu einem Eckpfeiler ihres Herrschaftsgebiets aus. Zwischen 1254 und 1258 verlieh der König das Stadtrecht.

### Volkach unter den Grafen von Castell (1258–1520)
Für die neuen Herren war Volkach die wichtigste Siedlung innerhalb ihres Machtbereichs und so wurde eine Stadterhebung forciert. Die Aufwertung der Mainsiedlung schien notwendig, da die castellschen Besitzungen von Gebieten des Hochstifts Würzburg umgeben waren. Die Verwaltung der Stadt übernahm ein Stadtvogt (Ostergerus advocatus). Derweil bemühte sich der Würzburger Bischof immer mehr um die Siedlungen an der Mainschleife. 1230 musste die Hallburg an den Bischof abgetreten werden.
In der Folgezeit geriet Volkach in verschiedene Hände. Heinrich II. und Hermann zu Castell besaßen je die Hälfte der Stadt. Heinrich teilte seine Hälfte unter seinen Söhnen Rupert und Hermann auf, die jeweils ein Viertel der Stadt erhielten. Rupert verpfändete seinen Teil an das Hochstift Würzburg. Hermann verkaufte das andere Viertel 1328 ebenfalls an Würzburg. Die andere Hälfte, in Händen der Herrn von Hohenlohe, wurde 1447 gedrittelt.
Der erste Teil kam für 2998 Gulden an den Schenken von Limpurg, der ihn 1479 an Bischof Rudolf von Scherenberg weitergab. Der zweite Teil wurde den Herren von Weinsberg übergeben, die ihn 1479 auch an den Würzburger Bischof abstießen. Vollständig unter die Herrschaft des Würzburger Hochstifts kam Volkach 1520, als die Grafen von Castell auf ihr Wiederkaufsrecht verzichteten, das ihnen für den letzten Teil 1509 eingeräumt worden war.
Die häufigen Herrschaftswechsel behinderten das wirtschaftliche Vorankommen Volkachs nicht. Im Gegenteil, die Zahl der Privilegien für die Stadt stieg in dieser Zeit ganz erheblich. Die Bürger erhielten ein Befestigungsrecht, 1398 das Münzrecht und 1406 sowie 1451 Marktprivilegien. Seit 1432 war Volkach ein eigener Hochgerichtsbezirk und übte die Blutgerichtsbarkeit aus.
Der Stadtschreiber Niklas Brobst von Effelt verfasste 1504 das Volkacher Salbuch, eine Sammlung der zahlreichen Privilegien, Ordnungen, Vorschriften und Rechtsbräuche mit zahlreichen Abbildungen.

### Volkach als fürstbischöfliche Amtsstadt (1520–1814)

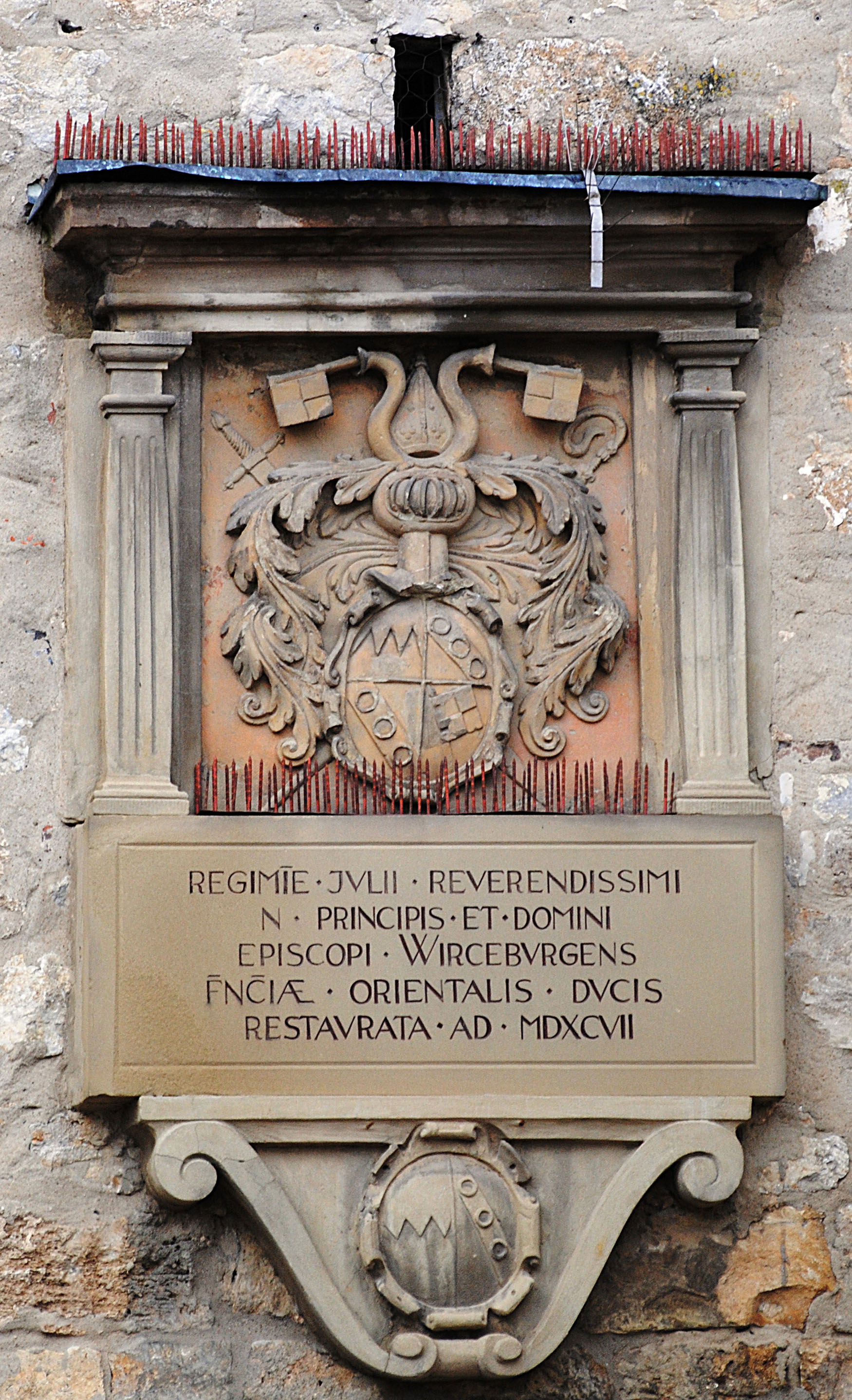
Das Wappen Fürstbischofs Julius Echters von Mespelbrunn am Sommeracher Tor

Das Ende des Mittelalters läutete auch für die Stadt am Main eine neue Epoche ein. Die gesamte Stadt war unter der Herrschaft des Würzburger Bischofs. Dieser verschärfte die Verordnungen und Abgaben und brachte so die Volkacher Bauern gegen sich auf. 1525 während des Deutschen Bauernkriegs plünderten deshalb Volkacher Bauern unter ihrem Hauptmann Johann Buthner die Astheimer Kartause und die Vogelsburg. Nach der Niederschlagung der Aufstände kam es zu mehreren Enthauptungen von Volkacher Rädelsführern. Die Bürger mussten einen Treueid auf den Bischof Konrad von Thüngen schwören.
Nach einer kurzen Erholungsphase, in der das neue Rathaus (Baubeginn 1544) fertiggestellt wurde, begann 1618 der Dreißigjährige Krieg. Im Jahr 1631 wurde Volkach von schwedischen, 17 Jahre später von königsmarckschen Truppen besetzt. Die Stadt wurde geplündert. Volkach war zu dieser Zeit Sitz des Amtes Volkach, das aus dem Amt Hallburg hervorging. Dazu gehörte zuerst nur Obervolkach, später kamen die Orte Sommerach, Untereisenheim, Nordheim und Köhler hinzu. Verwaltet wurde das Amt von einem Amtshaus aus in der Stadt.
Durch die vielen Aufstände und Kriege kam es zeitweise zu einem wirtschaftlichen Niedergang der Stadt. So verödeten während des Dreißigjährigen Krieges Weinberge und Felder. Dennoch konnte sich Volkach immer wieder erholen. Dies zeigen der Neubau der Stadtmauer circa 1540–1600 und die Stiftung eines Seelhauses 1785. Anteil am wirtschaftlichen Aufschwung hatte sicher auch die Einrichtung von Frucht- und Getreide-, Vieh- und Fechsermärkten im 18. Jahrhundert. Zeichen des steigenden Selbstbewusstseins der Volkacher Bürger ist das 1719 vom Volkacher Senator Georg Adam Schelf erbaute Schelfenhaus.

### In Bayern (1814–1945)
Mit der Mediatisierung durch Napoleon begann ab 1803 für Volkach eine wechselvolle Zeit. Die Stadt kam kurze Zeit zum Kurfürstentum Bayern, bevor sie 1806 wieder würzburgisch wurde. Das Jahr 1814 beendete diese Wirren; Volkach war fortan Stadt im Königreich Bayern. Sie war weiterhin Amtsstadt und erhielt nach 1811 einen eigenen Dekanatsbezirk. 1872 wurde der Amtsbezirk Volkach aufgelöst und dem Amt Gerolzhofen zugeschlagen. Der Verlust von Verwaltungsstellen setzte sich nach dem Ersten Weltkrieg fort. Bis 1939 verschwanden das Gericht, das Finanzamt und das Eichamt aus der Stadt.
Für Volkach hatten die Veränderungen aber auch positive Seiten. 1840 erhielt die Stadt eine Poststation. In den Jahren 1825, 1844 und 1893 siedelten sich mehrere Banken in der Stadt an. Eine ungeheuere Erleichterung für den Verkehr war 1892 die Fertigstellung der Volkacher Mainbrücke nach zweijähriger Bauzeit, die dem Fährverkehr zwischen der Stadt und Astheim ein Ende setzte. Volkach wurde 1909 mit der Mainschleifenbahn der Königlich Bayerischen Staats-Eisenbahnen an das Eisenbahnnetz angeschlossen.
Wirtschaftlich war die Zeit von einer großen Umwälzung geprägt: Der Weinanbau, jahrhundertelang das wirtschaftliche Rückgrat der Mainschleife, war durch das Auftreten der Reblaus gestört und die Stadt verschuldete sich. Abhilfe konnte die Forcierung des Obstanbaus schaffen. Nun gehörten auch Apfelbäume zur Region Volkach. Vor Ende des Zweiten Weltkriegs spielte die Industrie in Volkach eine untergeordnete Rolle. Nur das 1903 errichtete Gaswerk und die 1918 eröffnete Druckerei stachen aus der rein landwirtschaftlich geprägten Umgebung hervor.
Im Zweiten Weltkrieg entging Volkach großen Zerstörungen, lediglich die Mainbrücke wurde beim sinnlosen Rückzugskampf der Wehrmacht am 7. April 1945 gesprengt. Zuvor kam es am 6. Februar zu Bombenabwürfen auf die Stadt, bei denen vier Tote zu beklagen waren. Volkach blieb bis zum Dezember 1946 unter amerikanischer Besatzung.

### Nach dem Zweiten Weltkrieg (seit 1945)

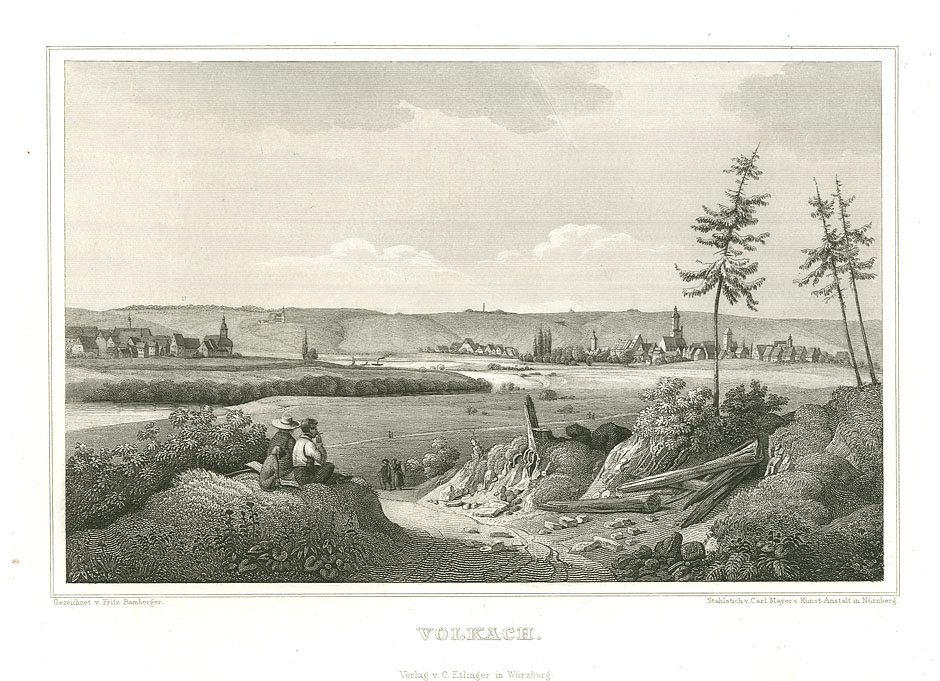
Volkach. Stahlstich nach einer Vorzeichnung von Fritz Bamberger 1847.

Die Zerstörung der Mainbrücke bestimmte die Politik der unmittelbaren Nachkriegszeit in Volkach. Bereits 1947 erfolgte die Grundsteinlegung für eine neue Brücke, nachdem zuvor der bayerische Ministerpräsident Hans Ehard die Situation besichtigt hatte. Ein weiteres Problem der Stadt war die Versorgung der zahlreichen Flüchtlinge und Evakuierten. Neue Siedlungen entstanden, um den neuen Bewohnern Wohnraum zu verschaffen.
Die Madonna im Rosenkranz von Tilman Riemenschneider in der Wallfahrtskirche Maria im Weingarten auf dem Volkacher Kirchberg wurde 1962 geraubt, konnte aber 1963 zurückgeführt werden. Nach einer Restaurierung befindet sich die Madonna heute wieder in der Kirche oberhalb Volkachs. Der sogenannte Madonnenraub gilt als einer der spektakulärsten Kunstdiebstähle der deutschen Nachkriegszeit.
Ein weiterer politischer Neuanfang wurde durch die bayerische Gebietsreform nötig. Ab 1972 wurden zehn Ortschaften nach Volkach eingemeindet. Außerdem wurde die jahrhundertealte Verbindung mit Gerolzhofen durch die Auflösung des Landkreises zerstört. Volkach wurde dem Landkreis Kitzingen zugeschlagen. Die Stadt ist seit 1986 Bundeswehrstandort, als das mittlerweile aufgelöste Pionierbataillon 12 in die Mainfranken-Kaserne einzog; heute befindet sich dort das Logistikbataillon 467.
Wirtschaftlich entwickelte sich Volkach auch in der Nachkriegszeit weiter. Die Kanalisierung des Mains 1958 und die Anlage eines Hafens trugen dazu ebenso dazu bei wie die Ansiedlung einer Kugellagerfabrik. Gleichzeitig übernahm die Stadt Anstrengungen zur Förderung des Fremdenverkehrs. Heute ist der Tourismus eine der wirtschaftlichen Säulen Volkachs und der Mainschleife. Mit dem Bau der Mainfranken-Kaserne wurde Volkach Bundeswehrstandort.

### Wüstungen und Eingemeindungen
Das Dorf Ulberg kam als erstes an die aufstrebende Stadt Volkach. Bereits im 16. Jahrhundert wurde es Teil der Stadt, doch im 17. Jahrhundert verließen die Bewohner die Siedlung und zogen hinter die Stadtmauern, die Wüstung befindet sich noch heute auf dem Volkacher Gemeindegebiet. Ebenso wurden die Siedlungen Sahermor und Gieshügel, beide nahe Gaibach gelegen, im 15. Jahrhundert verlassen. Hier war die Pest schuld an der Aufgabe der Orte. Wann die Aufgabe des Ortes Lindhof auf Dimbacher Gemarkung erfolgte, ist unklar. Die Untere Vorstadt wurde im Dreißigjährigen Krieg aufgegeben.
Noch im 19. Jahrhundert bestand die Stadt Volkach aus vier Ortsteilen. Neben der Stadt selbst gab es die Teilorte Schaubmühle, Herrenmühle und Kirchberg. Alle drei wurden nach 1888 aufgelöst und waren fortan Teil der Stadt. Der Escherndorfer Gemeindeteil Ziegelhütte wurde ebenfalls letztmals 1888 erwähnt.
Mehrere Gutshöfe, Mühlen und Aussiedlerhöfe wurden durch die Neuordnung der bayerischen Verwaltung im 19. Jahrhundert den späteren Volkacher Gemeindeteilen zugeordnet. Elgersheim kam zu Fahr, die Hallburg und Öttershausen kamen zu Gaibach. Obervolkach erhielt die Stettenmühle, Rimbach den Strehlhof. Die Wenzelsmühle und die Ziegelhütte kamen an Krautheim. Im Jahr 1955 wurde die Hallburg nach Volkach eingemeindet.
Im Zuge der Gebietsreform in Bayern in den 1970er-Jahren erhielt die Stadt mehrere benachbarte Dörfer, die fortan Gemeindeteile wurden. Am 1. Januar 1972 wurden die Gemeinden Astheim und Escherndorf in die Stadt Volkach eingegliedert. Am 1. Juli desselben Jahres kamen Eichfeld und Köhler hinzu.
Krautheim folgte am 1. Januar 1977. Rimbach wurde am 1. Juli 1977 eingemeindet. Dimbach wurde am 1. Oktober 1977 Gemeindeteil der Stadt Volkach. Die Reihe der Eingemeindungen wurde mit der Eingliederung von Obervolkach am 1. Januar 1978 sowie von Fahr und Gaibach am 1. Mai 1978 abgeschlossen.

### Einwohnerentwicklung
Die Einwohnerzahl des mittelalterlichen Volkach blieb über die Jahrhunderte relativ konstant. Da der nahe Fluss Main ein weiteres Ausbreiten der Stadt verhinderte und die wirtschaftliche Situation einen Stadtausbau nicht zuließ, lebten zu dieser Zeit immer um 1000 Bewohner in der Stadt. Älteste Aufzeichnung der Einwohner Volkachs ist die Statistik aus dem Jahr 1698. Danach lebten in den vier Stadtvierteln rund 1200 Einwohner, die zu 267 bis 274 Haushalten gehörten.
Auch im 19. Jahrhundert stieg die Stadtbevölkerung nur sehr langsam an. So vermerkte Pfarrer Georg Scheurich in seiner Volkacher Chronik des Jahres 1864 insgesamt 1967 Einwohner in der Stadt. Der Anstieg ist durch die Wohnhäuser an den Ausfallstraßen erklärbar, die im 19. Jahrhundert errichtet wurden. Um 1900 lebten bereits um 5000 Personen auf dem Gebiet, das heute die Gemeinde Volkach bildet. Der Anstieg um fast 2000 Einwohner bis ins Jahr 1950 ist vor allem durch Flüchtlinge des Zweiten Weltkriegs zu erklären.
Diese Situation veranlasste die Stadtverwaltung in der Nachkriegszeit auch zur Planung eines Siedlungsgürtels um die alte Stadt, der heute vom Ring der Staatsstraßen 2260 und 2274 eingerahmt wird. Zusammen mit den Ortsteilen, die nach dem Krieg ebenfalls neue Siedlungen erschlossen, stiegen die Einwohner der Gemeinde deshalb bis 2005 auf knapp 10.000 an. Der demographische Wandel und die Landflucht des neuen Jahrtausends führte in der Folgezeit zu einer Abwanderung, die heute noch anhält.
Im Zeitraum 1988 bis 2018 stieg die Einwohnerzahl von 8440 auf 8857 um 417 Einwohner bzw. um 4,9 %. 2000 hatte die Stadt 9511 Einwohner.
Quelle: BayLfStat

## Religionen

### Christentum
In der Stadt Volkach gibt es eine evangelische und eine katholische Kirchengemeinde. Die katholische gehört zum Dekanatsbezirk Kitzingen. Sie bildet die Pfarreiengemeinschaft St. Urban an der Mainschleife mit den Pfarreien St. Bartholomäus in Volkach, St. Johannes Evangelist in Astheim, St. Johannes der Täufer in Escherndorf und in Fahr. Die evangelische Gemeinde liegt im Dekanat Castell.

### Judentum
In zwei Ortsteilen der Stadt Volkach bestanden bis zum Ende des 19. Jahrhunderts Israelitische Kultusgemeinden. Beide waren Teil des Distriktsrabbinats Niederwerrn, das später in das Distriktsrabbinat Schweinfurt umgewandelt wurde. In Öttershausen unterhielt die Gemeinde eine Synagoge, ein angestellter Lehrer war gleichzeitig als Vorbeter tätig. Bis um 1880 löste sich die Gemeinde auf, weil alle Juden in größere Ortschaften umgezogen waren.
In Rimbach bestand eine größere Gemeinde, die allerdings keine eigene Synagoge besaß. Sie etablierte sich in der ersten Hälfte des 19. Jahrhunderts und löste sich noch im selben Jahrhundert wieder auf.

## Politik

### Stadtrat und Wahlen
Der Stadtrat hat 20 Mitglieder sowie zusätzlich den Ersten Bürgermeister als seinen Vorsitzenden. Seit der Kommunalwahl vom 15. März 2020 (Wahlbeteiligung 71,71 %) setzt sich der Volkacher Stadtrat folgendermaßen zusammen:
- BL: 2
- SPD: 2
- Grüne: 3
- FDP: 1
- FWG: 6
- CSU: 6

| Partei / Liste           | Sitze 2020 | Sitze 2014 |
| ------------------------ | ---------- | ---------- |
| CSU                      | 6          | 6          |
| FWG                      | 6          | 6          |
| Bündnis 90/Die Grünen    | 3          | 0          |
| SPD                      | 2          | 4          |
| Bürgerliste (BL) Volkach | 2          | 4          |
| FDP                      | 1          | 0          |
| gesamt                   | 20         | 20         |
| Wahlbeteiligung          | 71,71 %    | 66,46 %    |

Gegenüber der Kommunalwahl 2014 (Wahlbeteiligung 66,46 %) verloren die SPD und die Bürgerliste jeweils zwei Sitze. Die Grünen zogen dagegen erstmals in den Stadtrat ein (3 Sitze), ebenso die FDP (1 Sitz). Im Juni 2024 schloss sich der Stadtrat der FDP der Freien Wählergemeinschaft (FWG) an, nachdem er zuvor aus der FDP ausgetreten war. Somit erhöhte sich die Anzahl der FWG-Sitze von sechs auf sieben und es sind seitdem nur noch fünf Fraktionen im Volkacher Stadtrat vertreten.
Neben den Stadträten gibt es sechs Ortssprecher, die die Ortsteile Gaibach, Eichfeld, Rimbach, Krautheim, Dimbach und Köhler vertreten.
Bei Landtags- und Bundestags- sowie Europawahlen war in Volkach bis in die 2000er Jahre ein Rückgang der Wahlbeteiligung zu beobachten. Seit der Wiedervereinigung profitierten hiervon vor allem die kleineren und regionalen Parteien. Die Grünen erhielten bei der Bundestagswahl 2009 10,8 % der Stimmen, die FDP 14,3 % und die Linke 7,2 %. Die SPD erhielt 14,8 %, die CSU 44,8 %. Seit etwa 2010 nimmt die Wahlbeteiligung der Bevölkerung wieder zu.
Bei der Bundestagswahl 2013 konnte die CSU ihr Ergebnis auf 54,8 % erhöhen. Auch die SPD verbesserte sich auf 16,8 % der Stimmen. Verlierer der Bundestagswahl waren in Volkach die kleinen Parteien: Die Grünen erreichten nur noch 8,4 %, die Linkspartei verlor 3,1 % und lag bei 4,1 % der Stimmen. Die FDP erreichte nur noch 4,3 %. Die Bundestagswahl 2017 brachte folgendes Ergebnis: Die CSU erhielt noch 52,1 % der Erststimmen und 45,8 % der Zweitstimmen. Die SPD verlor Stimmen und kam auf ein Ergebnis von 13,1 % der Erst- und 15,2 % der Zweitstimmen, die FDP gewann hingegen einige Stimmen hinzu und verdoppelte ihr Wahlergebnis auf 9,8 % der Erst- und 9,4 % der Zweitstimmen. Die Grünen konnten ebenfalls leicht hinzugewinnen und stand bei 9,0 % der Erst- und 8,8 % der Zweitstimmen. AfD und Linke erhielten beide 6,8 % der Erststimmen.
| Landtagswahl | Wahlbeteiligung in % | Gesamtstimmenergebnis in % | Gesamtstimmenergebnis in % | Gesamtstimmenergebnis in % | Gesamtstimmenergebnis in % | Gesamtstimmenergebnis in % | Gesamtstimmenergebnis in % | Gesamtstimmenergebnis in % |
| Landtagswahl | Wahlbeteiligung in % | CSU                        | FW                         | AfD                        | Grüne                      | SPD                        | FDP                        | Sonstige                   |
| ------------ | -------------------- | -------------------------- | -------------------------- | -------------------------- | -------------------------- | -------------------------- | -------------------------- | -------------------------- |
| 1986         | 72,2                 | 66,1                       | –                          | –                          | 6,2                        | 18,7                       | 4,3                        | 4,7                        |
| 1990         | 68,3                 | 66,8                       | –                          | –                          | 5,0                        | 18,2                       | 5,5                        | 4,5                        |
| 1994         | 71,2                 | 60,3                       | –                          | –                          | 5,1                        | 25,2                       | 3,8                        | 5,7                        |
| 1998         | 72,3                 | 55,0                       | 10,3                       | –                          | 4,6                        | 21,2                       | 2,9                        | 6,0                        |
| 2003         | 60,4                 | 59,9                       | 13,7                       | –                          | 6,1                        | 12,4                       | 4,3                        | 3,5                        |
| 2008         | 60,8                 | 45,5                       | 17,6                       | –                          | 7,0                        | 11,6                       | 7,1                        | 11,2                       |
| 2013         | 66,0                 | 54,9                       | 11,0                       | –                          | 8,1                        | 14,6                       | 2,2                        | 9,3                        |
| 2018         | 75,6                 | 42,5                       | 14,1                       | 8,2                        | 17,0                       | 6,6                        | 4,4                        | 7,3                        |
| 2023         | 77,3                 | 41,2                       | 17,3                       | 11,8                       | 15,5                       | 6,5                        | 3,2                        | 4,4                        |

| Bundestagswahl | Wahlbeteiligung in % | Zweitstimmenergebnis in % | Zweitstimmenergebnis in % | Zweitstimmenergebnis in % | Zweitstimmenergebnis in % | Zweitstimmenergebnis in % | Zweitstimmenergebnis in % |
| Bundestagswahl | Wahlbeteiligung in % | CSU                       | SPD                       | Grüne                     | FDP                       | AfD                       | Sonstige                  |
| -------------- | -------------------- | ------------------------- | ------------------------- | ------------------------- | ------------------------- | ------------------------- | ------------------------- |
| 1994           | 80,7                 | 58,0                      | 26,3                      | 5,0                       | 6,2                       | –                         | 4,4                       |
| 1998           | 81,7                 | 53,9                      | 28,6                      | 5,9                       | 5,7                       | –                         | 5,9                       |
| 2002           | 84,1                 | 60,2                      | 24,8                      | 6,9                       | 5,4                       | –                         | 2,6                       |
| 2005           | 80,9                 | 51,8                      | 24,6                      | 6,9                       | 9,4                       | –                         | 7,3                       |
| 2009           | 75,9                 | 44,8                      | 14,8                      | 10,8                      | 14,3                      | –                         | 15,4                      |
| 2013           | 73,8                 | 54,8                      | 16,8                      | 8,4                       | 4,3                       | 2,9                       | 12,8                      |
| 2017           | 81,9                 | 45,8                      | 15,2                      | 8,8                       | 9,4                       | 8,3                       | 12,5                      |
| 2021           | 83,7                 | 37,3                      | 18,1                      | 13,6                      | 9,3                       | 6,1                       | 15,7                      |

| Europawahl | Wahlbeteiligung in % | Ergebnis in % | Ergebnis in % | Ergebnis in % | Ergebnis in % | Ergebnis in % | Ergebnis in % |
| Europawahl | Wahlbeteiligung in % | CSU           | SPD           | Grüne         | FW            | AfD           | Sonstige      |
| ---------- | -------------------- | ------------- | ------------- | ------------- | ------------- | ------------- | ------------- |
| 1989       | 60,0                 | 59,2          | 18,0          | 6,4           | –             | –             | 16,3          |
| 1994       | 59,1                 | 59,6          | 18,5          | 6,4           | –             | –             | 15,4          |
| 1999       | 46,0                 | 72,3          | 15,3          | 5,7           | –             | –             | 6,8           |
| 2004       | 40,2                 | 60,8          | 13,7          | 9,9           | –             | –             | 15,5          |
| 2009       | 45,1                 | 54,0          | 9,7           | 9,5           | 10,5          | –             | 16,4          |
| 2014       | 45,1                 | 50,7          | 17,8          | 10,4          | 4,2           | 5,5           | 11,4          |
| 2019       | 65,8                 | 45,1          | 8,9           | 18,4          | 6,7           | 6,3           | 14,6          |
| 2024       | 70,3                 | 46,2          | 8,3           | 10,4          | 6,4           | 9,8           | 18,9          |

### Bürgermeister

#### Vom Schultheiß zum Ersten Bürgermeister
Ein Bürgermeister ist für Volkach erstmals im Jahr 1395 überliefert. Die offizielle Bezeichnung lautete damals: „Schultheiß, Bürgermeister, Rat und Bürger der Stadt Volkach und Vorstädte“. Zumeist entstammten die Stadtoberhäupter den vermögenden Familien der Stadt, die sich aus castellischen, ebrachischen und würzburgischen Lehensleuten zusammensetzten. Seit der Frühen Neuzeit kamen vermehrt Mitglieder der Weinhändler-Familien ins höchste Stadtamt. Insbesondere die Familien Balbus und Schwan stellten häufig den Bürgermeister.
Während bis ins 19. Jahrhundert die Bürgermeister lediglich ein Jahr regierten, wobei häufig Bestätigungen über Jahre hinweg erfolgten, setzten sich mit der Erwerbung durch das Königreich Bayern längere Amtszeiten durch. Während der NS-Zeit setzte die nationalsozialistische Regierung den Bürgermeister ein, er wurde am 15. April 1945 von den Amerikanern abgesetzt. Für die Zeit danach sind lange Amtszeiten der Stadtoberhäupter die Regel.
Hauptamtlicher Erster Bürgermeister der Stadt ist seit dem 1. Mai 2020 Heiko Bäuerlein (CSU). Er setzte sich in einer Stichwahl (Wahlbeteiligung 77,70 %) knapp mit 50,66 % gegen den FWG-Kandidaten Udo Gebert durch. Als Bäuerleins Vorgänger amtierte vom 1. Mai 2002 bis zum 30. April 2020 Peter Kornell (FWG). Der Stadtrat ernennt den Zweiten und Dritten Bürgermeister der Stadt. Diese Ämter bekleiden derzeit Udo Gebert (FWG) und Gerlinde Martin (CSU).

#### Bürgermeister Volkachs seit 1900

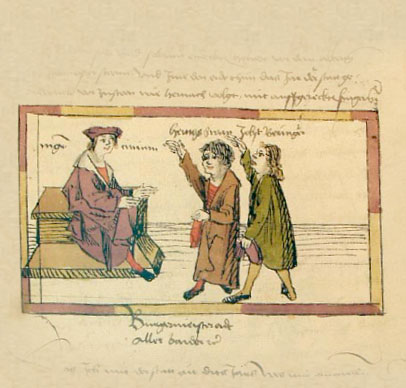
Der Bürgermeistereid, Miniatur aus dem Volkacher Salbuch

| Bürgermeister                     | Amtszeit  | Anmerkungen                                                                           |
| --------------------------------- | --------- | ------------------------------------------------------------------------------------- |
| Johann Baptist Schmitt            | 1900–1905 |                                                                                       |
| Josef Wächter                     | 1906–1935 | „Ehrenbürgermeister“ und Ehrenbürger der Stadt Volkach                                |
| Josef Dittmann                    | 1935–1945 | Von der nationalsozialistischen Regierung eingesetzt                                  |
| Georg Berz                        | 1945      | 1. Amtszeit, von der amerikanischen Militärregierung eingesetzt                       |
| Josef M. Erb                      | 1945–1948 |                                                                                       |
| Georg Berz                        | 1948–1970 | 2. Amtszeit                                                                           |
| Friedrich Ruß (FWG Bayern)        | 1970–1990 | Auch Mitglied des Kreistages des Landkreises Kitzingen, Ehrenbürger der Stadt Volkach |
| Karl Andreas Schlier (FWG Bayern) | 1990–2002 | Ehrenbürger der Stadt Volkach                                                         |
| Peter Kornell (FWG Bayern)        | 2002–2020 | Auch Mitglied des Kreistages des Landkreises Kitzingen                                |
| Heiko Bäuerlein (CSU)             | seit 2020 |                                                                                       |

### Kommunale Finanzen
Die Gemeinde Volkach wies 2010 eine Verschuldung von knapp 9 Millionen Euro auf. Dem stehen Bruttoausgaben von 14 Millionen und Steuereinnahmen von 5 Millionen gegenüber. Auf der Ausgabenseite überwiegen die Personalausgaben mit 3,5 Millionen, während Sachinvestitionen den geringsten Teil der Ausgaben ausmachen.
Im Jahr 2012 betrugen die Gemeindeschulden 8,285 Millionen Euro (entspricht 960 Euro pro Einwohner). Im Jahre 2016 sank die Verschuldung auf 3,929 Millionen Euro, was eine Pro-Kopf-Verschuldung von 448 Euro bedeutet. 2019 belief sich die Verschuldung auf 3,468 Millionen Euro (391 Euro pro Einwohner) und sank bis 2023 auf 2,658 Millionen Euro (309 Euro pro Einwohner).

### Wappen
| Wappen von Volkach | Blasonierung: „Gespalten; vorne in Rot drei silberne Spitzen, hinten in Gold ein blauer Schrägwellenbalken.“ |
| Wappen von Volkach | Wappenbegründung: Bereits beim ältesten Siegel aus dem 14. Jahrhundert war das Wappen gespalten. Anstelle des Schrägwellenbalkens, der den Volkachbach darstellen soll, fand sich jedoch das Wappen der Grafen von Castell. 1544 verlieh der Würzburger Fürstbischof der Stadt ihr heutiges Wappen. Lediglich von 1819 bis 1952 änderten sich die Wappenfarben: Der Rechen wurde nun blau-weiß gefärbt. |

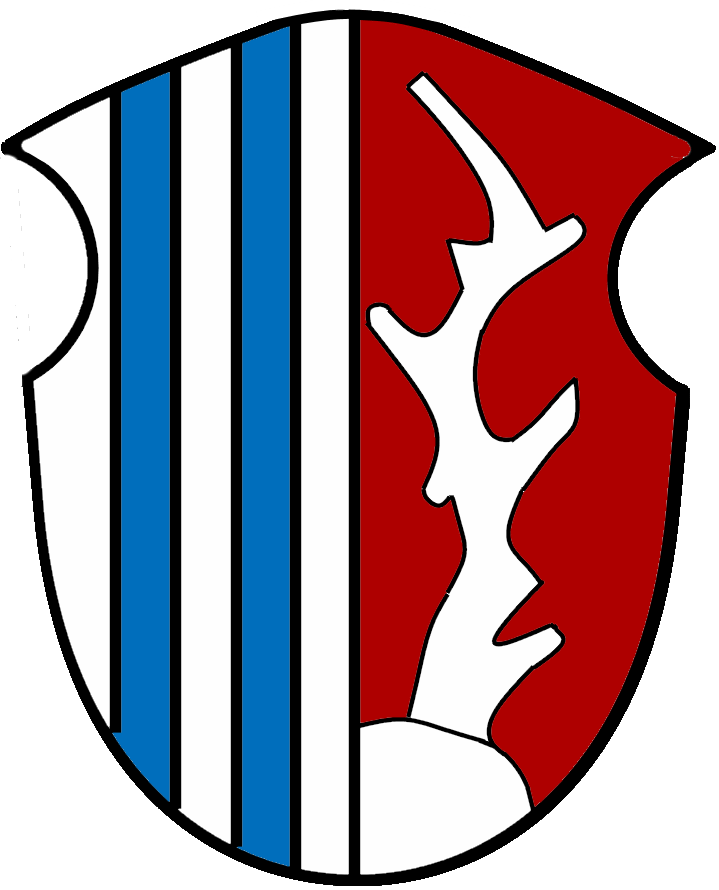
Wappen von Astheim
Wappen von Dimbach
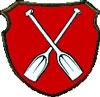
Wappen von Fahr

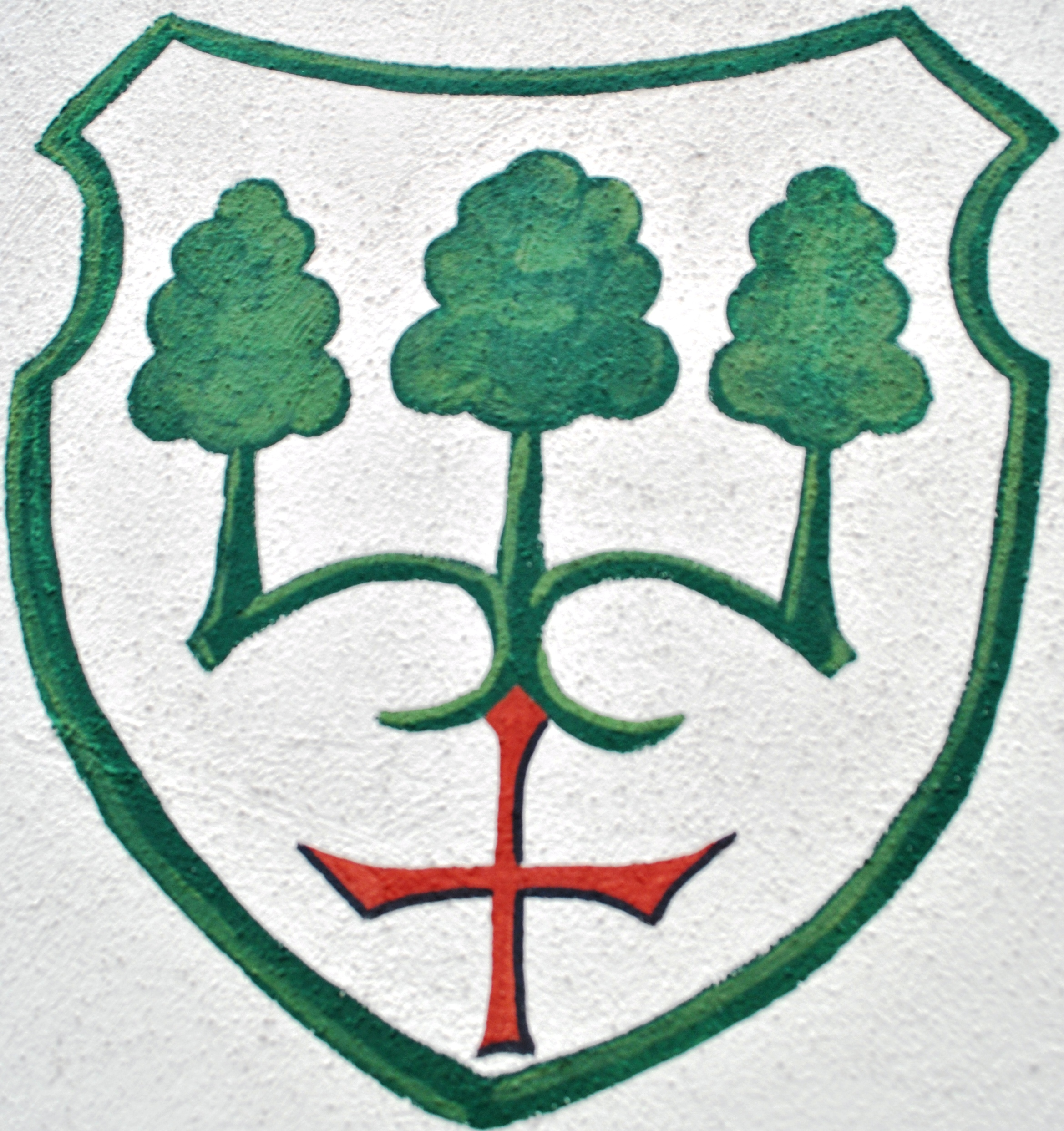
Wappen von Eichfeld
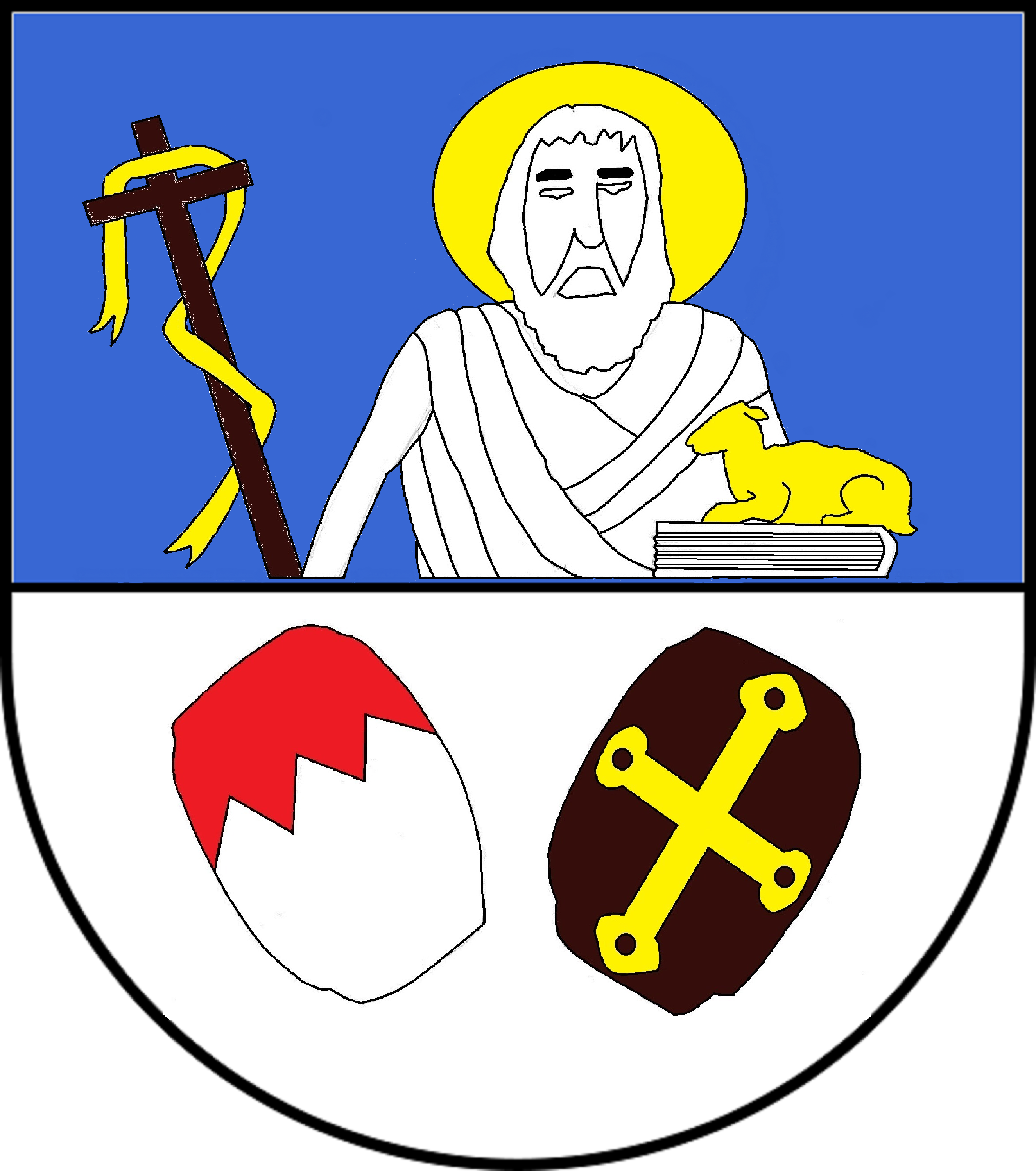
Wappen von Escherndorf
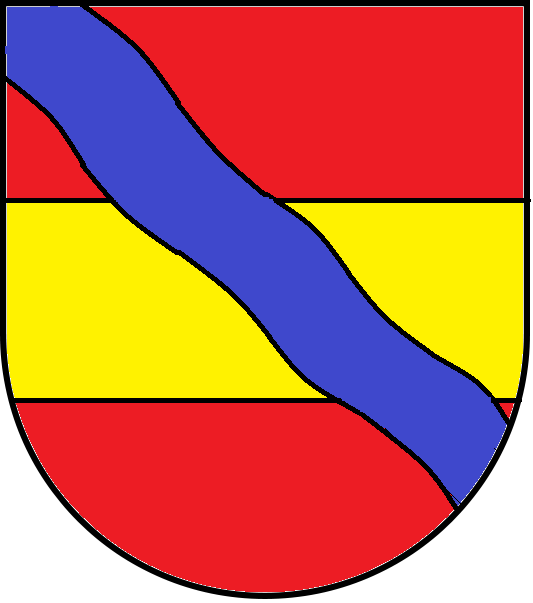
Wappen von Gaibach
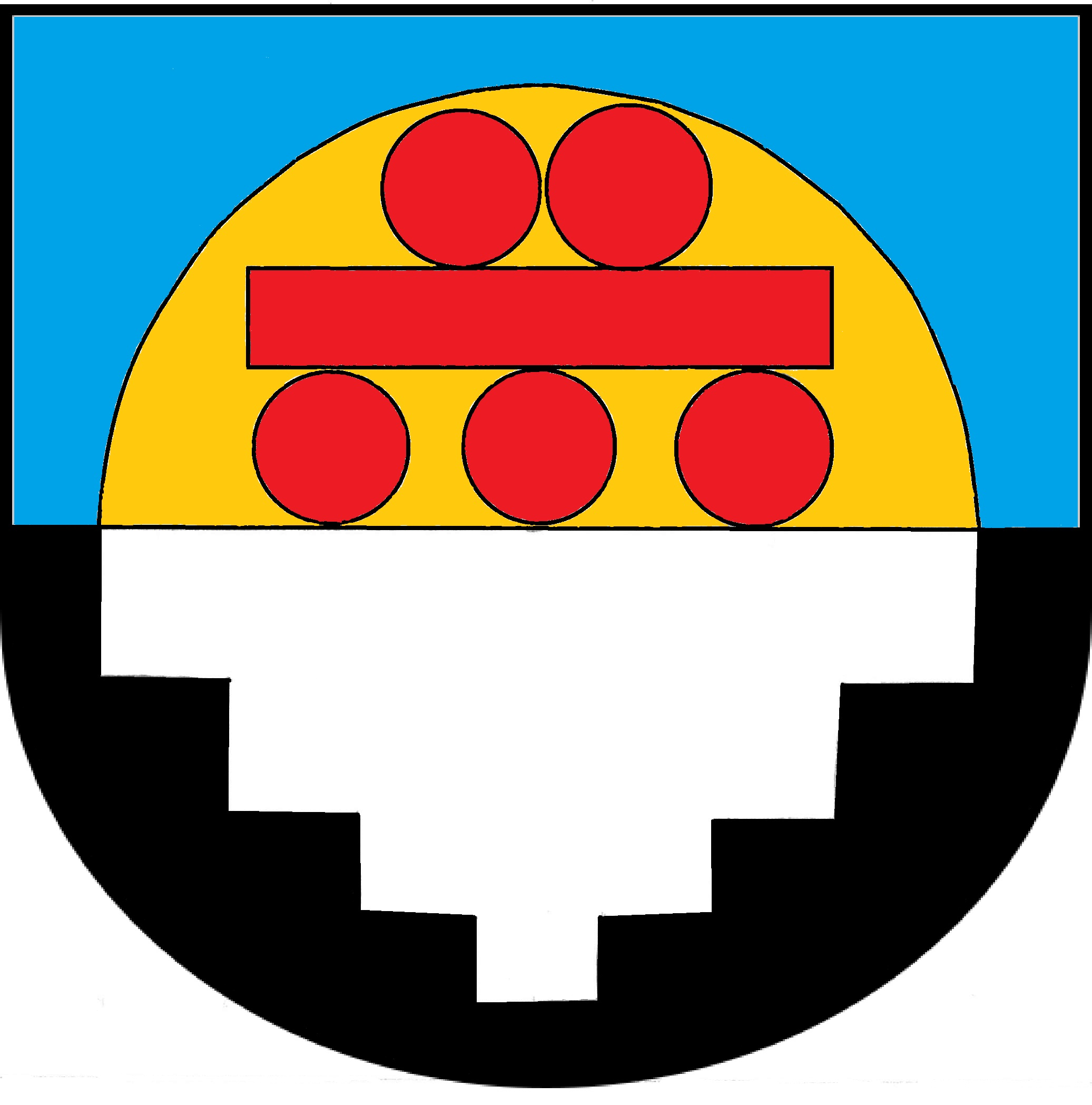
Wappen von Köhler
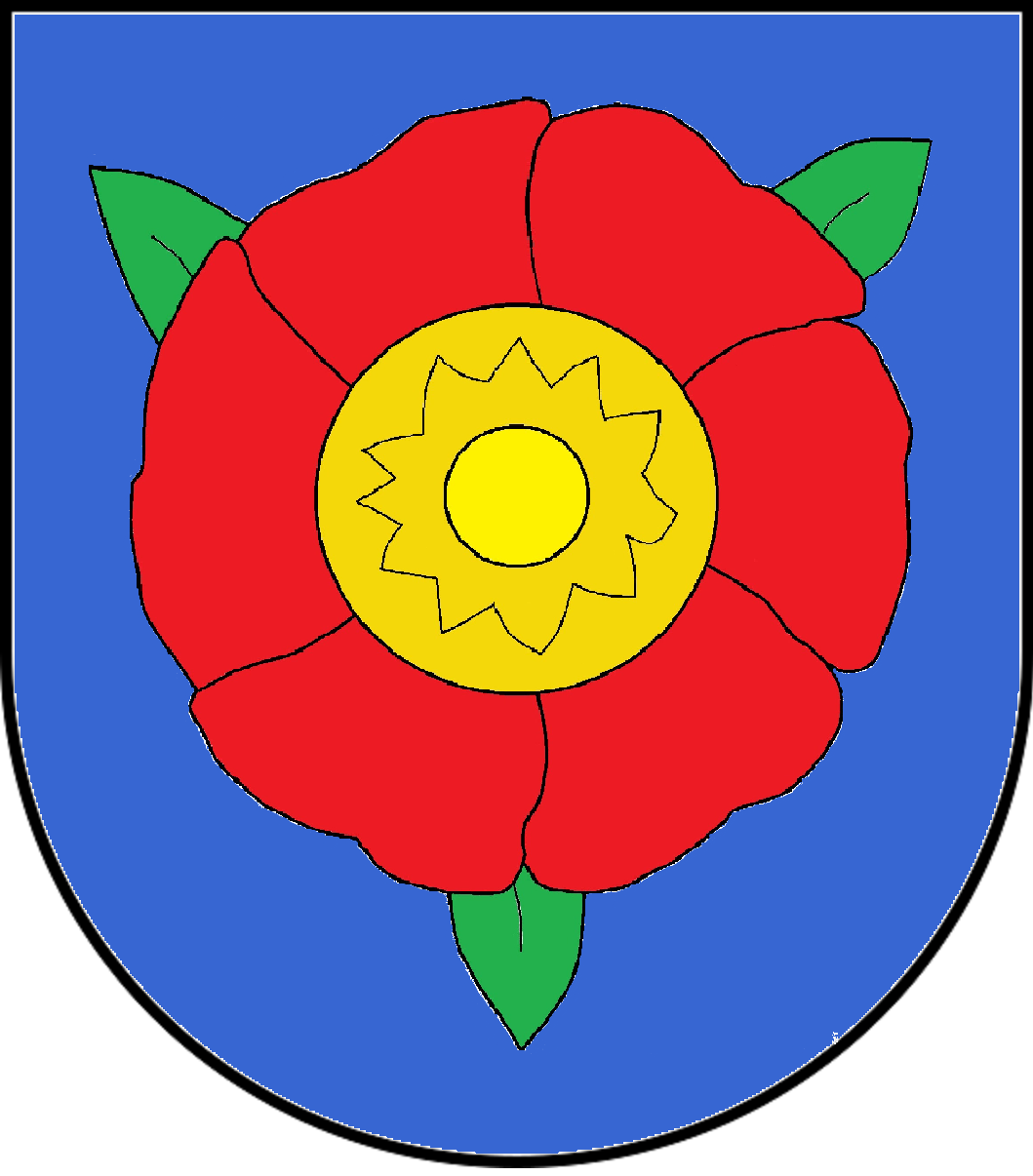
Wappen von Krautheim
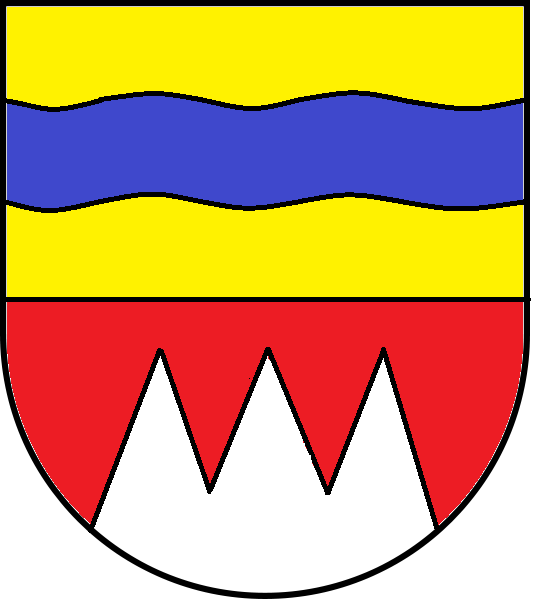
Wappen von Obervolkach
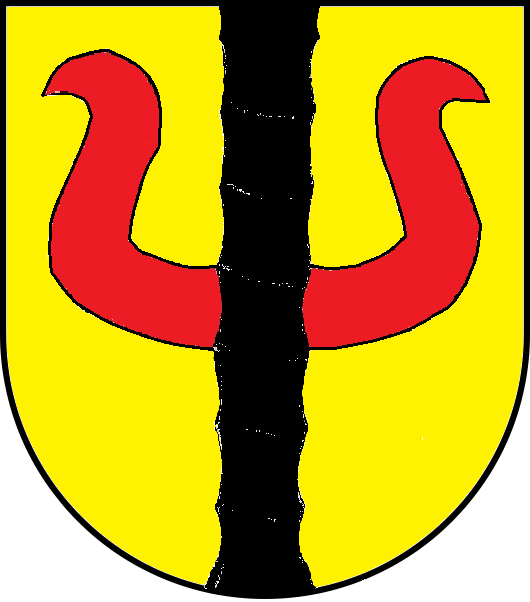
Wappen von Rimbach

## Kultur und Sehenswürdigkeiten

### Bauwerke

#### Ortsbilder und Ensembles
Das Gemeindegebiet ist von den vielen kleineren Ortschaften um die Stadt selbst geprägt, deren Erscheinungsbilder sich bis heute teilweise stark unterscheiden. Drei Ortszentren werden vom Bayerischen Amt für Denkmalpflege wegen ihrer Besonderheiten als Ensembles geschützt. Es sind dies die Volkacher Altstadt mit den Grabengärten, der Ortskern von Escherndorf und die zentrale Blütenstraße in Fahr. Alle drei Orte sind typische Vertreter der Dörfer und Städte am Maindreieck, Escherndorf und Fahr beides Orte mit einer Ausrichtung zu einer Mainfähre.
Volkach entstand in seiner heutigen Form im Zuge des Aufstiegs zur Stadt im 12. und 13. Jahrhundert. Ausgebildet präsentierte sie sich als Zweitorestadt, die auf einer hochwasserfreien Terrasse nach Süden (Kitzingen) bzw. Nordwesten (Schweinfurt) ausgerichtet war. Die Wegeverteilung übernahmen die zwei Vorstädte vor den Toren, die heute allerdings nicht Teil des Ensembles sind. Verwaltungsmittelpunkt der Stadt wurde bald der Marktplatz mit dem Rathaus, kirchlich lag das Zentrum etwas weiter südwestlich, wo Pfarrkirche und das eigentliche Urzentrum der Stadt zu finden waren. Die Stadt wird bis heute geprägt von den Bürgerhäusern unterschiedlicher Epochen, deren Reichtum überwiegend auf den Weinbau zurückzuführen ist. Im 19. Jahrhundert löste sich die kompakte Stadt langsam auf, als man Breschen im Westen (Weihertor), Nordosten (Zeilitzheimer Tor) und Osten (Spitalstraße) in die Mauer schlug. Gleichzeitig entstanden die typischen Grabengärten in Eigenregie der Bewohner. → siehe auch: Altstadt (Volkach), Obere Vorstadt (Volkach) und Untere Vorstadt (Volkach)
Wesentlich weniger repräsentativ präsentiert sich dagegen der Escherndorfer Ortskern. Das Dorf entwickelte sich entlang der mainparallelen Hauptstraße zu einem typischen Häckerdorf. Den Mittelpunkt des Dorfes bildet die Pfarrkirche mit dem Echterhelm. Zugleich bildet Escherndorf eine städtebauliche Einheit mit Nordheim am Main auf der anderen Mainseite. In Fahr bildet die Blütenstraße den Mittelpunkt des Ortes, hier reihen sich die zumeist zweigeschossigen Giebel- und Traufseithäuser der Winzer in Richtung der Mainfähre auf.

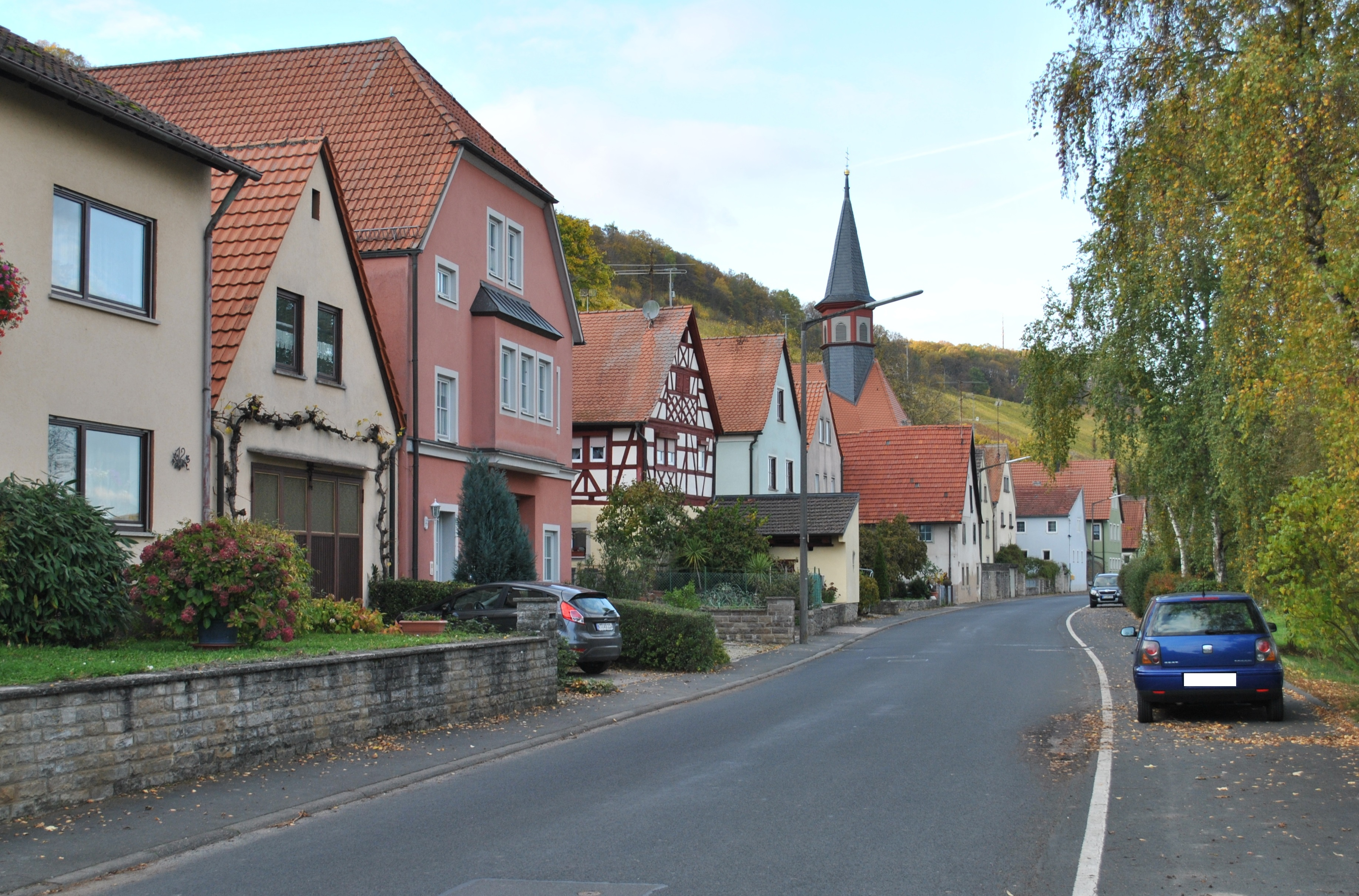
Die einzige Häuserzeile von Köhler

Kein Bauensemble ist der Ortskern von Köhler. Aufgrund der Topographie zwischen Main und steilem Fürstenberg war es hier den Menschen nur möglich, auf einer Straßenseite unterhalb des Berges ihre Häuser zu errichten. So entstand das einzigartige, einreihige Häckerstraßendorf in dem nach dem Volksmund die „Pfannkuchen nur auf einer Seite gebacken werden“. Astheims Ausdehnung ist dagegen nicht so sehr von den topographischen Begebenheiten der Umgebung abhängig, sodass sich das Dorf als Haufensiedlung präsentiert. Einen der Mittelpunkt bildet noch heute die Klosteranlage mit ihrem fast geschlossenen Häuserring. Viele Häuser der ehemaligen Kartause wurden erneuert, allerdings ist der geschlossene Charakter der Klosteranlage und die davor liegende Siedlung der Astheimer noch gut im Ortsbild ablesbar.
Eine weitere Besonderheit bildet der Ortskern von Obervolkach. Er ist durch den Volkachbach zweigeteilt. Auf der einen Seite findet sich der ältere Friedhof, auf der anderen die jüngere Pfarrkirche. Verbunden sind beide Teile durch eine alte Bogenbrücke. Zeugnis einer jüngeren Umgestaltung ist dagegen das Dorf Gaibach im Norden des Gemeindegebiets. Durch die Förderung der Grafen von Schönborn errichtete man ein typisch barockes Ensemble aus weitläufiger Schlossanlage und einer prächtigen Pfarrkirche. Das Dorf hat den kompakten Charakter der umliegenden Orte verloren und ist stattdessen von Grünflächen durchsetzt.

#### Sakralbauten
Auf dem Volkacher Gemeindegebiet haben sich Kirchen und Kapellen aus nahezu allen Jahrhunderten seit dem Mittelalter erhalten. Wichtigstes Gotteshaus war lange Zeit der Vorgängerbau der Wallfahrtskirche Maria im Weingarten oberhalb der Volkacher Kernstadt. Hier war die Urpfarrei für die Orte Volkach, Obervolkach, Eichfeld, Astheim, Gaibach, Krautheim, Gieshügel sowie Stammheim und Fahr lokalisiert. Nach und nach verlegte man allerdings die Pfarrei in die aufstrebende Stadt selbst, die Filialen erlangten zumeist im Mittelalter ihre Unabhängigkeit.
Maria im Weingarten blieb aber weiterhin wichtig, weil hierher nun eine Wallfahrt entstand, die von den nun auf dem Berg lebenden Beginen betreut wurde. Zu diesem Zeitpunkt erhielt die Kirche auch die heute noch vorhandenen Ausstattungsstücke des Spätmittelalters. Besonders bemerkenswert ist die Rosenkranzmadonna von Tilman Riemenschneider aus der Zeit um 1524. Maria im Weingarten war auch der Sitz mehrerer geistlicher Bruderschaften. In die Schlagzeilen geriet das Gotteshaus während des sogenannten Madonnenraubes 1962.
Mit dem Abstieg der Kirchbergkirche stieg die Stadtpfarrkirche, den Heiligen Georg und Bartholomäus geweiht, auf. Ihr hoher Turm mit dem charakteristischen, achteckigen Aufsatz prägt noch heute die Stadt Volkach. Die Bartholomäuskirche wird im Inneren von den Stiftungen der Bürger geprägt, die sich in den Altären verewigten. Das Erscheinungsbild geht überwiegend auf das 18. Jahrhundert zurück. Namhafte Künstler wie Johann Georg Neßtfell oder Johann Michael Wolcker schufen die Kunstwerke im Gotteshaus.
Die Ortsteile können häufig ähnlich reich ausgestattete Kirchen aufweisen. Sie erhielten ihre Förderung zumeist durch die jeweiligen Dorfherren. Auf der Vogelsburg und in Astheim entstanden sogar Klöster, die ebenfalls für die Ausstattung der Gotteshäuser sorgten. Besonders lang ist die Geschichte der Kirche auf der Vogelsburg. Hier war eventuell ein frühmittelalterlicher Vorgänger der Pfarrkirche an der Mainschleife zu finden. Heute überragt die kleine Kirche mit dem Dachreiter den Escherndorfer Berg und das gesamte Gemeindegebiet.
Die Astheimer Klosterkirche wurde dagegen profaniert, ihre reiche Ausstattung des 15. und 16. Jahrhunderts war eine der Grundlagen für die Umwandlung der Kirche in ein Museum der Diözese Würzburg. Noch heute prägen der mächtige Hochaltar und das Chorgestühl mit seinen 32 Stallen die Mönchskirche des aufgelösten Kartäuserklosters inmitten des Dorfes. Die Mönche waren durch einen Lettner von der ehemaligen Laienkirche (deren Ausstattung sich schlichter präsentierte) getrennt.
Ganz anders stellte sich die Situation in Dimbach dar. Die Kirche Maria de Rosario ist für eine kleine Dorfkirche außerordentlich dimensioniert und zitiert mit ihrem dreischiffigen Basilika-Langhaus die Gotik des 13. Jahrhunderts. Hier richteten die Benediktiner des Klosters Münsterschwarzach zeitweise eine Propstei ein. Eine lokale Wallfahrtstradition zu einem wundertätigen Gnadenbild brachte viele Teile der Ausstattung hierher. In Dimbach wird außerdem eines der ältesten, fränkischen Steinplastiken, das sogenannte Kreuzigungsrelief aufbewahrt.
Von der Zeit der Gegenreformation unter Fürstbischof Julius Echter von Mespelbrunn zeugen dann die Kirchen von Fahr, Escherndorf und Obervolkach. Sie wurden im Stile der Echtergotik des ausgehenden 16. und 17. Jahrhunderts ausgestattet. Sichtbarstes Zeichen hierfür sind die sogenannten Echter-Türme mit ihrem achteckigen Grundriss und dem spitzen Helm. Die nun evangelisch gewordenen Dörfer Eichfeld und Krautheim kopierten zur gleichen Zeit den Stil kurzerhand, sodass auch die beiden heute noch protestantischen Kirchen mit Spitzhelmen abschließen.
Durch die Förderung des Dorfes Gaibach durch die Familie von Schönborn im 18. Jahrhundert erhielt auch dieses Dorf eine mächtige Kirche. Als Baumeister konnte Graf Friedrich Karl den Würzburger Ingenieur Balthasar Neumann gewinnen. Er erbaute zwischen 1743 und 1745 die Dreifaltigkeitskirche als Patronatskirche des Hauses Schönborn. Auch für die Innenausstattung konnten namhafte Künstler wie Antonio Giuseppe Bossi und Gottfried Bernhard Göz Arbeiten ausführen.

#### Burgen, Schlösser und Herrensitze
Auf dem Gemeindegebiet von Volkach bestanden in der Vergangenheit insgesamt acht Burgen und Schlösser, die allesamt als Herrensitze für den regionalen Adel dienten. Sie sind heute in ganz unterschiedlichem Zustand erhalten und werden als Wohnhäuser, Weingüter und Schulbauten genutzt.
Älteste der Burganlagen ist der sogenannte Burgstall Vogelsburg. Bereits während des Paläolithikums war der Berg besiedelt, die Abschnittswälle entstanden erst um 1500 v. Chr. in der Bronzezeit. Mit dem Vorstoß der Franken in die Region wurde der Berg im 5. Jahrhundert in eine Festung verwandelt, die die Kolonisatoren schützen sollte. Im 8. Jahrhundert wurde sie Gauburg des Volkfeldes, jedoch verfielen die Befestigungsanlagen zusehends. Schließlich wandelten die Grafen zu Castell die Vogelsburg 1282 in ein Kloster um. Die Abschnittswälle sind heute lediglich um das Kloster noch zu erkennen. → siehe auch: Burgstall Vogelsburg
In Rimbach wurde ein Herrensitz erstmals im Jahr 1134 genannt. Damals saßen die Herren von Rimpach (oder Rimbach) in der Anlage. Ab 1355 gelangten die Zollner von der Hallburg an die Anlage. Die Zollner benannten eine eigene Linie nach dem Ort mit der Burg. Im Jahr 1663 erwarben die Grafen von Schönborn den Herrensitz. Da die Familie das Haus nicht mehr bewohnte, ersetzte man die Burg durch einen schlichteren Bau für den örtlichen Jäger. → siehe auch: Burgstall Rimbach
Die Stettenburg wurde 1225 als „castrum“ zuerst urkundlich erwähnt. Die Burg war zu diesem Zeitpunkt bereits weitgehend verfallen, ein Wiederaufbauversuch der Grafen zu Castell scheiterte um 1339. Die erste Hälfte des 13. Jahrhunderts markiert auch das erste Auftreten der Burg Hallburg. Sie hatte im Laufe ihrer Geschichte wechselnde Bewohner, was ihre wichtige Position oberhalb des Maines unterstreicht. Seit 1806 besitzen die Grafen von Schönborn die Burg, die heute in ein Weingut mit Gastronomie umgewandelt ist. Der Bergfried und Teile der Ringmauer sind erhalten. → siehe auch: Burgstall Stettenburg und Burg Hallburg

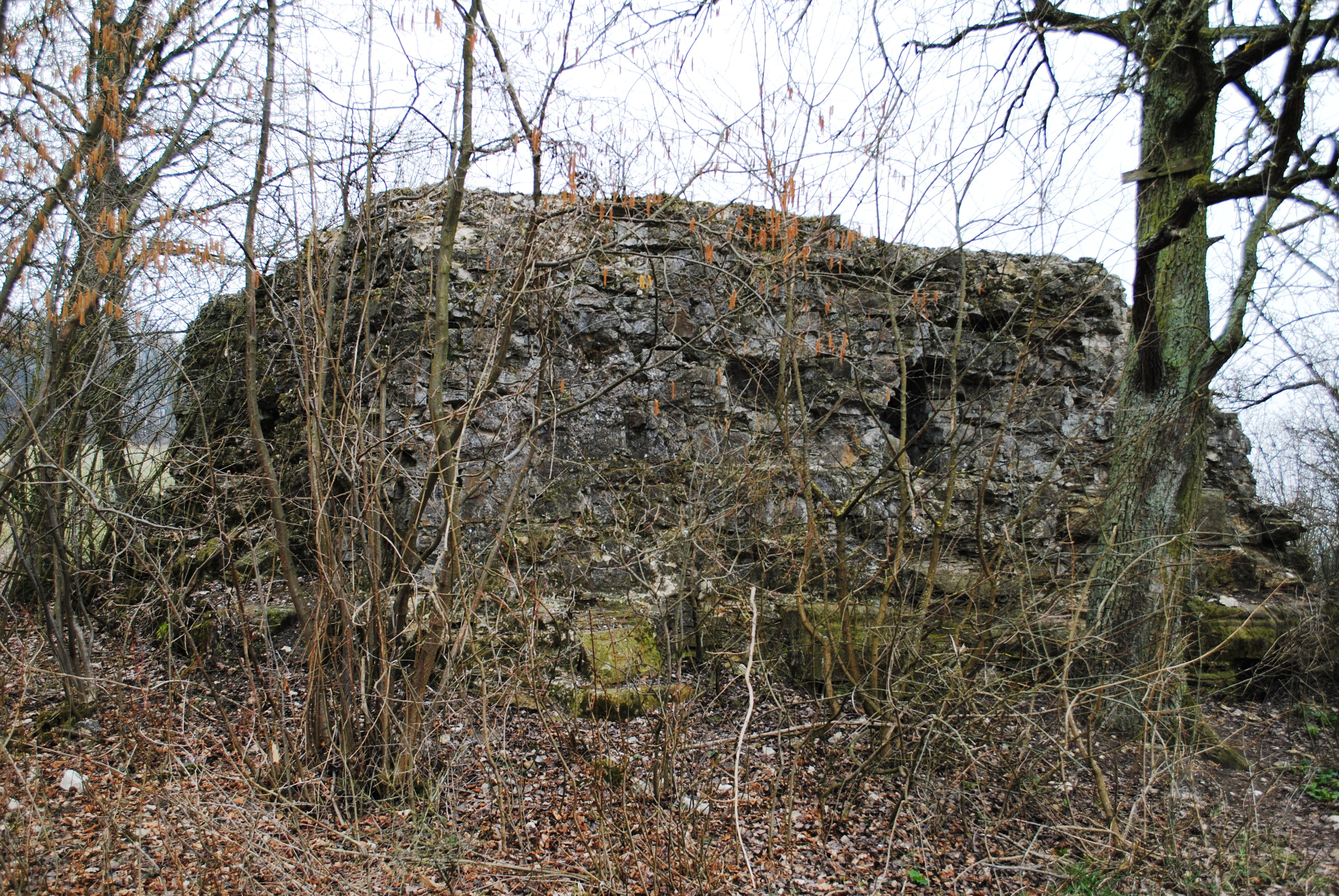
Ruine Stettenburg

Die Burganlage in Fahr ist lediglich durch archivalische Quellen belegt, in denen um 1340 ein Ortsadel („Hermannus de Vare“) genannt wurde. Der Straßenname „Schloßberg“ verweist auf den Ansitz. In Öttershausen haben sich ebenso keine Überreste des Schlosses erhalten, das Ende des 15. Jahrhunderts von einem Albrecht Schrimpf bewohnt wurde. Vielleicht bestand es südlich des Gutshofes. In Krautheim ist das kleine Barockschloss dagegen noch nahezu vollständig erhalten. Es entwickelte sich aus einem Gutshof als Sitz der Herren von Buttlar. → siehe auch: Schloss Krautheim
Die größte Burganlage auf dem Volkacher Gemeindegebiet ist das Schloss Gaibach. Bereits im Mittelalter bestand ein Sitz der Zollner von der Hallburg im Ort. Sie wurde 1525 im Deutschen Bauernkrieg geplündert und zerstört. Zwischen 1590 und 1608 erbaute der Volkacher Amtmann Valentin Echter von Mespelbrunn ein Renaissanceschloss. Ende des 18. Jahrhunderts gelangte die Anlage an die Grafen von Schönborn und wurde von diesen zum Nebensitz ausgebaut. Im 19. Jahrhundert gestalteten die Grafen ihr Schloss im Stil des Klassizismus um. Heute ist hier das Internat des Steigerwald-Landschulheims untergebracht. → siehe auch: Schloss Gaibach

#### Zehnthöfe, Stadthäuser und Höfe

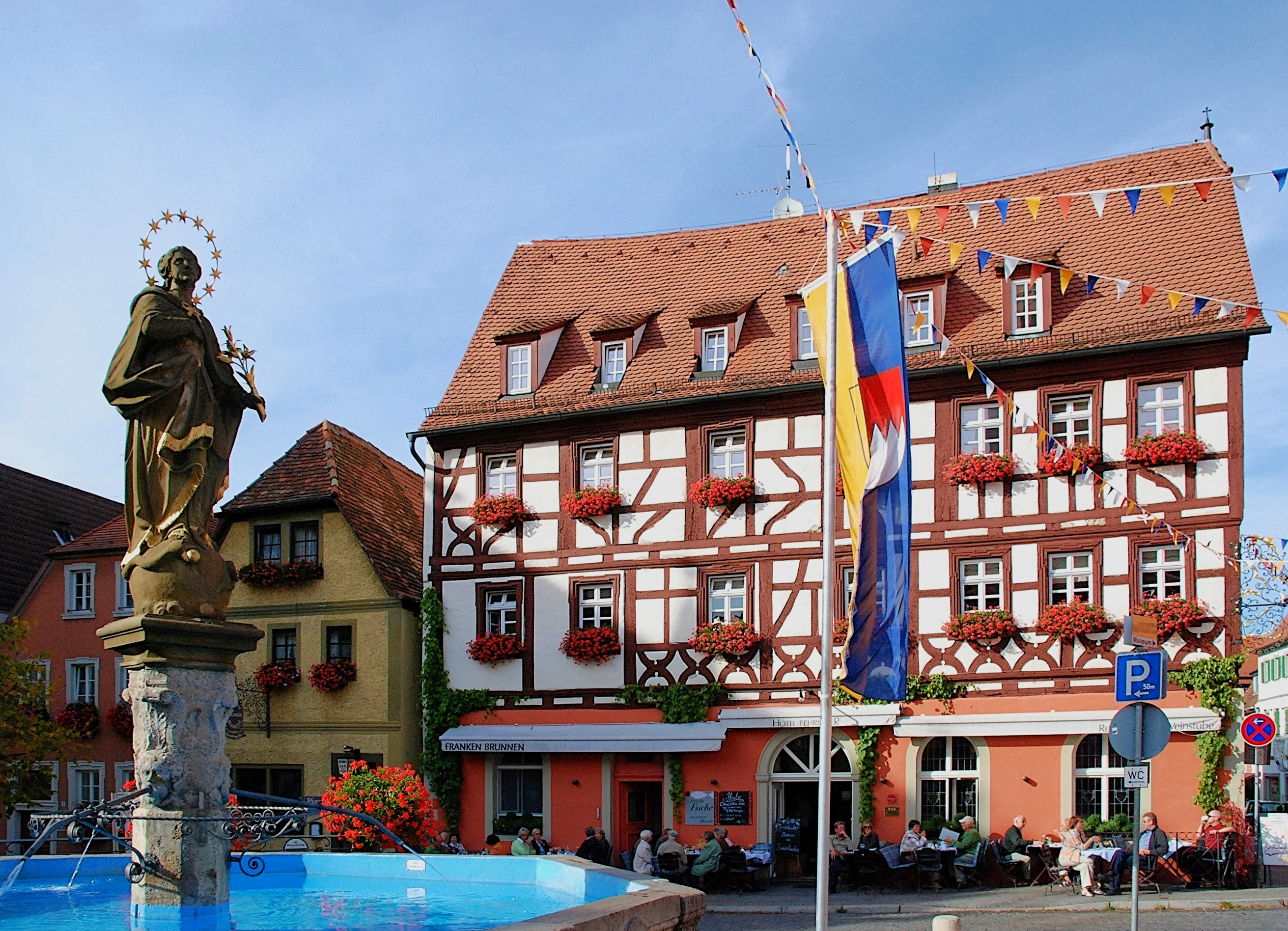
Der Marktplatz

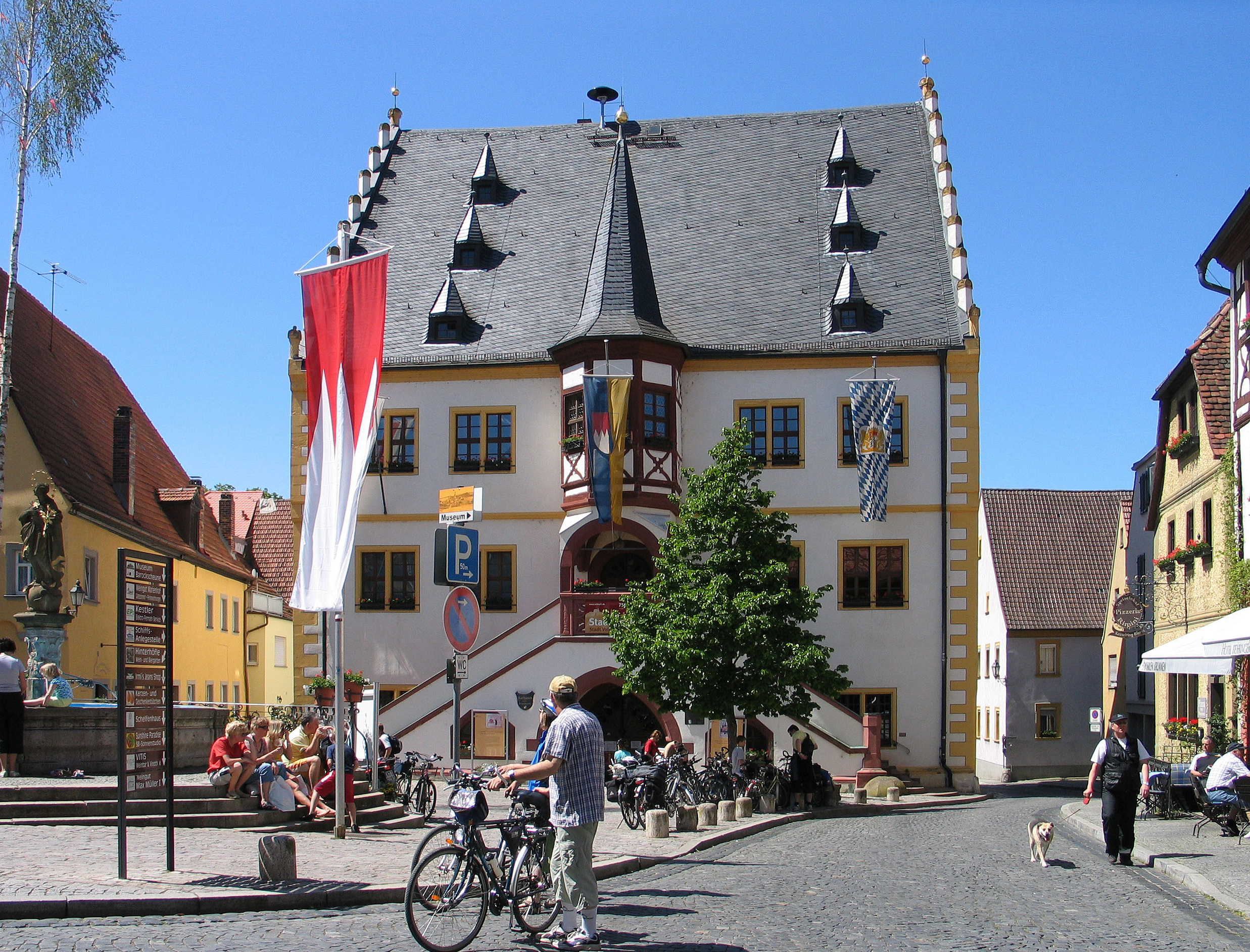
Rathaus

Volkach besitzt eine geschlossene Altstadt mit zwei Stadttoren. Oberes und Unteres Tor gehen auf das 13. Jahrhundert zurück; beide Türme wurden unter Julius Echter von Mespelbrunn im 16. Jahrhundert erweitert. Das Obere Tor heißt auch Sommeracher Tor (Diebenturm), das untere auch Gaibacher Tor (Krakenturm). Innerhalb der Stadtmauern sind folgende Bauwerke bemerkenswert:
- Das Volkacher Renaissance-Rathaus ist ein Gebäude aus dem Jahr 1544; charakteristisch für den fränkischen Stil ist über dem Sockelgeschoss, in dem die Händler ihre Waren feilboten, eine doppelläufige Außentreppe, die zum Ratssaal führte. In Volkach mündet er – ähnlich wie am Rathaus in der nicht weit entfernten Stadt Dettelbach – in einen mit Fachwerk verzierten Erker. Verwandt ist die Architektur mit anderen fränkischen Rathäusern, beispielsweise in Ochsenfurt und in Karlstadt.
- Den Marktplatz zeichnet neben dem Rathaus ein Brunnen mit einer Maria Immaculata aus dem Jahr 1480 aus. Ein bemerkenswertes Fachwerkhaus an der Ecke zur Hauptstraße, heute ein familiengeführtes Hotel, war seit dem 16. Jahrhundert Handwerkerhaus, Schmiede und Färberei.
- Der Echterhof, benannt nach Fürstbischof Julius Echter von Mespelbrunn, in der Hauptstraße war das fürstbischöfliche Amtshaus und wurde 1605 errichtet. Als dieser Zweig der Familie Echter ausstarb, wurde es 1698 Spital, worauf der Name Spitalgasse der Seitenstraße hinweist. Im 19. Jahrhundert wurde es königlich-bayerisches Amtsgericht. Es ist heute ein Hotel der gehobenen Klasse.
- Der ehemalige Zehnthof mit seinem typischen Giebel war ursprünglich im Besitz des Würzburger Domkapitels, im 19. Jahrhundert war er königlich-bayerisches Rentamt.
- Die alte Amtskellerei in der Hauptstraße ist ein Gebäude aus dem ausgehenden Barock und wurde im 19. Jahrhundert von der königlich-bayerischen Post genutzt.
- Das Schelfenhaus (heute Stadtbibliothek) in einer Seitengasse der Hauptstraße ist ein barockes Stadtpalais des Handelsmanns und Ratsherren Johann Georg Adam Schelf von 1719/20 mit reich verzierter Straßenfront und mehreren Sälen mit prächtigem Deckenstuck und Deckengemälden.
- Eine Reihe von Wirtschaftsgebäuden in Fachwerk mit Hinterhöfen ist erhalten. Darin befinden sich heute Weingüter und gastronomische Einrichtungen. Es gibt Schankhöfe, die bereits das Volkacher Salbuch erwähnt und in denen sich immer noch Gaststätten befinden.
- Das Städtische Museum befindet sich in einer 2003 umgebauten Scheune aus dem 18. Jahrhundert (so genannte Barockscheune). Das Stadtarchiv beherbergt das Volkacher Salbuch als seinen größten Schatz. Ein Faksimile ist erhältlich und auch eine Online-Version zugänglich.[66]
- Die beiden Vorstädte sind ebenfalls architektonisch interessant. Am Oberen Markt liegt der Gasthof Zum Lamm aus dem 18. Jahrhundert. Den Mittelpunkt der Unteren Vorstadt bildet noch heute ein mächtiger Kreuzigungsbildstock aus der Zeit um 1460.

### Theater und Museen
Die Stadt Volkach selbst besitzt kein eigenes Theater. Im Ortsteil Eichfeld existierte bis 2010 die sogenannte Kulturscheune, die mit einem wechselnden Ensemble Theatervorführungen gab. Die Geschichte der Stadt an der Mainschleife kann im Museum Barockscheune Volkach erkundet werden. Seit 2003 gibt es dort eine Dauerausstellung. Auf der anderen Mainseite, im Ortsteil Astheim, steht das Museum Kartause, das sich der Geschichte der christlichen Bildverehrung widmet.

### Regelmäßige Veranstaltungen
Aufgrund der touristischen Attraktivität der Stadt gibt es in Volkach sehr viele Feste und Veranstaltungen. In jedem Quartal richtet die Stadt Volkach einen Markt aus, der entlang der Hauptstraße und im Stadtpark stattfindet. Angeboten werden regionale Produkte, aber auch Trödel. Regelmäßig finden auf dem Marktplatz auch Konzerte der Stadtkapelle Volkach statt. Eine festliche Institution ist auch das Volkacher Weinfest, das seit 1949 immer im August ausgerichtet wird. Die Ortsteile Volkachs feiern im Sommer ebenso Weinfeste, sodass jedes Wochenende mindestens ein Fest besucht werden kann. Neben dem Weinfest hat sich in Volkach seit einigen Jahren die Volkacher Lebensart etabliert. Winzerhöfe öffnen ihre Pforten und Bands spielen in der gesamten Innenstadt.

### Sagen
In den meisten Volkacher Ortsteilen haben sich bis in die heutige Zeit Sagen und mündliche Erzählungen überliefert, die zumeist im 19. bzw. 20. Jahrhundert erstmals schriftlich festgehalten wurden. Die ältesten verweisen auf die Vergangenheit der Burgen Hallburg und Stettenburg, die beide in der Frühen Neuzeit bereits sagenhaft verklärt waren. Häufig geben die Erzählungen Hinweise auf die früheren Besitzer der Befestigungen und ihre (Un-)Taten. Sie sollten auch eine erzieherische Funktion übernehmen. Als charakteristisch kann die Hallburger Sage über den Reiter ohne Kopf gelten.
Eine Besonderheit stellt Dimbach mit seiner Wallfahrtstradition zur Kirche St. Maria de Rosario dar. Dort steht das Ziel der Wallfahrt, die spätgotische Pietà, im Mittelpunkt aller Erzählungen. Sie soll Wunder gewirkt haben, die letztlich zum Anwachsen der Pilgerscharen führten. Besonders bekannt ist das sogenannte Wolfsmirakel, das als Ursprung der Wallfahrt gilt. Auch für die Wallfahrt zum Volkacher Kirchberg existieren solche Mariensagen.
Mit dem Dreißigjährigen Krieg veränderte sich das Leben der Menschen grundlegend, weswegen auch viele Legenden und Sagen Bezug auf die vermeintlichen Ereignisse während des Krieges nehmen. Vor allem die Klöster in Astheim und auf der Vogelsburg erlebten durch den Konflikt einen Niedergang, weil ihre Existenz durch die protestantischen Gegner bedroht war. Die Sagen zeichnen auch ein grausames Bild der protestantischen Schweden. In der Volkacher Kernstadt war vor allem die Entstehung der Wallfahrt nach Burgwindheim und die Rettung vor der Pest vom Dreißigjährigen Krieg beeinflusst.
In den nach dem langen Krieg nun endgültig evangelisch gewordenen Ortsteilen Eichfeld und Krautheim existieren wenige oder gar keine Sagen, weil die Dorfherren wohl solche vermeintlich abergläubischen Erzählungen verboten. Eher volkstümlich mutet dagegen die größte Sagengestalt der Gegend um Volkach an. In Gaibach, Obervolkach, Rimbach und Volkach erzählt man sich Geschichten über den Hoi-Mann, der als verzauberter Gutsverwalter oder Amtmann im Hart-Wald die Pferde mit seinen „Hoi, Hoi“-Rufen zum Scheuen bringt.

### Sprache
Volkach liegt im Mainfränkischen Dialektraum. Gesprochen wird Unterfränkisch, das dem südlichen Würzburger Raum zuzuordnen ist. Im Alltag, vor allem von älteren Bewohnern, wird der Dialekt noch häufig gebraucht, auch wenn das Hochdeutsche mehr und mehr vorherrscht.

### Sport
In fast allen Ortsteilen der Gemeinde existieren Sportvereine, größter ist der VfL Volkach (Verein für Leibesübungen), der die Fußballmannschaften der Stadt unter seinem Dach vereint. Außerdem trainieren hier mehrere Volleyballmannschaften und es werden Gymnastikstunden angeboten. Des Weiteren existieren in Volkach die HSG Volkach (Handball schafft Gemeinschaft) und ein Tennisverein. Ein Tauchsportverein bietet Einblicke in die Wasserwelt der Mainschleife. Der älteste Sportverein ist allerdings die Königlich Privilegierte Schützengesellschaft 1443 Volkach.
Für die Vielzahl der sportlichen Veranstaltungen unterhalten die Vereine mehrere Sportplätze. Neben einigen Rasenplätzen im Norden der Stadt, gibt es Tennis- und Bolzplätze, die von der Stadt selbst bereitgestellt werden. Größte Halle ist die Mainschleifenhalle, in der neben Sportveranstaltungen, auch Messen und Konzerte veranstaltet werden. Außerdem gibt es in der Stadt ein Hallen- und ein Freibad, die sich an zwei unterschiedlichen Stellen des Stadtgebiets befinden. Die vorläufige Schließung des Freibades im Mai 2019 führte zu großen Protesten der Bevölkerung. Nach dem Abriss im Sommer 2024 wird das Freibad seit Oktober 2024 generalsaniert. Die Kosten von ca. 9,5 Millionen Euro werden zum Teil vom Bund (1,4 Mio. Euro) und dem Freistaat Bayern (3,6 Mio. Euro) getragen, die übrige Summe wird aus städtischer Kasse beglichen. Die Wiedereröffnung des Freibads ist für Sommer 2026 geplant.

## Wirtschaft und Infrastruktur
Volkach gehört zu jener historischen Keimzelle des Weinbaugebiets Franken im Maindreieck, wo gemäß einer Urkunde der Grafschaft Castell mutmaßlich im 17. Jahrhundert der erste Silvaner der Region gepflanzt wurde. Silvaner dominiert immer noch in den Rebhängen um Volkach, das zudem vom Wein-, Wander- und Kultur-Tourismus (Riemenschneider-Madonna) lebt. Daneben ist die Stadt Sitz der Raiffeisenbank Mainschleife-Steigerwald. Des Weiteren existieren Zweigstellen der Hypovereinsbank und der Sparkasse Mainfranken Würzburg.

### Tourismus

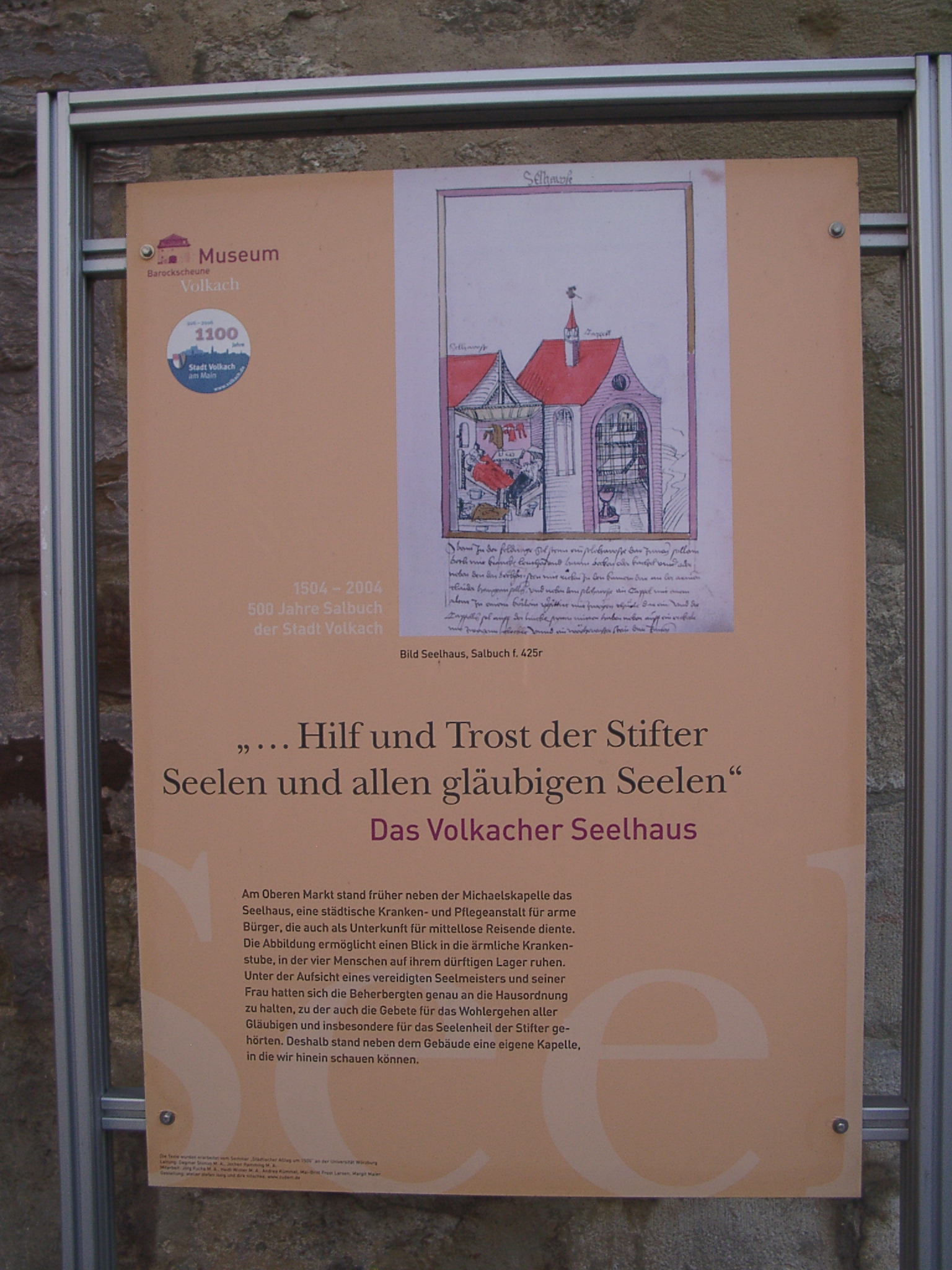
Typische Schautafel für Touristen in Volkach

Der Tourismus ist heute einer der wichtigsten Wirtschaftsfaktoren in Volkach und der es umgebenden Mainschleife. Anziehungspunkt ist vor allem die alte Kulturlandschaft der Weinhänge, die heute durch den Obstanbau ergänzt wird. Daneben wird Volkach wegen der vielen historischen Kulturdenkmäler besucht. Bereits im Spätmittelalter waren Fremde aus dem Hochstift Würzburg regelmäßig Gäste in der Stadt. Der Grund waren die Märkte und Kirchweihen, sowie die häufigen Prozessionen und Wallfahrten an die Kirche Maria im Weingarten.
Geplanter Fremdenverkehr kam erstmals im 19. Jahrhundert an der Mainschleife auf. Die Naturbegeisterung des Bürgertums zog mehr und mehr Wanderer nach Volkach. Vor allem die Aussichtspunkte der Vogelsburg und des Nordheimer Kreuzbergs waren die Mittelpunkte dieses frühen Tourismus. Folge dieser Entwicklung war die Gründung des Verschönerungsvereins Volkach, der sich am 18. Januar 1893, als einer der ersten seiner Art in Nordbayern, konstituierte. Im 19. Jahrhundert tauchten auch erste Ansichtskarten Volkachs auf.
Ausweis des zunehmenden Fremdenverkehrs sind auch die Erteilungen von Schanklizenzen und die steigenden Übernachtungszahlen. 1890 blieben insgesamt 1309 Gäste, für das Jahr 1932 sind bereits 1570 Übernachtungen registriert. In der Zwischenkriegszeit konnte sich Schloss Hallburg als Künstlerkolonie etablieren, unter anderem stattete die Pianistin Elly Ney der Ruine einen Besuch ab. Im Jahr 1925 begannen die sogenannten „Blütenzüge“ aus Nürnberg, Ansbach und Bamberg Tagesausflügler an die Mainschleife mit ihren blühenden Obstwiesen zu bringen.
Vorausgegangen war eine Forcierung des Tourismus durch den Bürgermeister Josef Wächter. Der Niedergang des Weinbaus durch das Auftreten der Reblaus und der Abbau der Verwaltungsämter in der Stadt, machte die Etablierung neuer Wirtschaftszweige für die Bevölkerung notwendig. Insbesondere der Tagestourismus aus dem nahen Würzburg stieg schnell an. Im Zweiten Weltkrieg brach die Besucherzahl für einige Jahre ein, nur um nach dem Krieg wieder anzusteigen.
Mit dem vom 27. bis zum 29. August 1949 ausgerichteten 1. Fränkischen Weinfest im Hindenburgpark in Volkach, etablierte man den Weintourismus, der bis heute für die Region prägend ist. Im Jahr 1975 besuchten bereits 66.000 Gäste das Fest. Der bayerische Staat zeichnete Volkach 1971 als staatlich anerkannter Erholungsort aus. Mit der Gemeindegebietsreform des Jahres 1972 entstand die Fremdenverkehrsregion Mainschleife.
Im Jahr 1977 wurde dem Fremdenverkehr im Stadtrat ein eigenes Referat, das Verkehrsamt, zuerkannt. Insbesondere der Senioren-Tourismus, sowie Tagesausflügler prägen heute den Fremdenverkehr. Daneben nimmt der Wander- und Radtourismus mehr und mehr zu. Ein Campingplatz bietet Stellplätze für Wohnwägen. Volkach ist als Teil des Tourismusverbandes Fränkisches Weinland organisiert.
Im Jahr 2012 kamen insgesamt 71.766 Gäste in die Hotels und Gasthäuser der Stadt. Die Beherbergungsbetriebe der Stadt boten 504 Betten zur Übernachtung an. Die Gäste blieben zumeist etwa zwei Tage in der Stadt, es handelt sich hierbei also zumeist um Wochenendurlauber. Die angebotenen Betten Volkachs waren im Jahr 2012 im Durchschnitt zu 34 % ausgelastet, vor allem im Sommer sind jedoch teilweise volle Auslastungen zu beobachten. 2017 gab es 113000 Übernachtungen; Damit wurde erstmals die 100000er-Grenze übertroffen.

### Verkehr

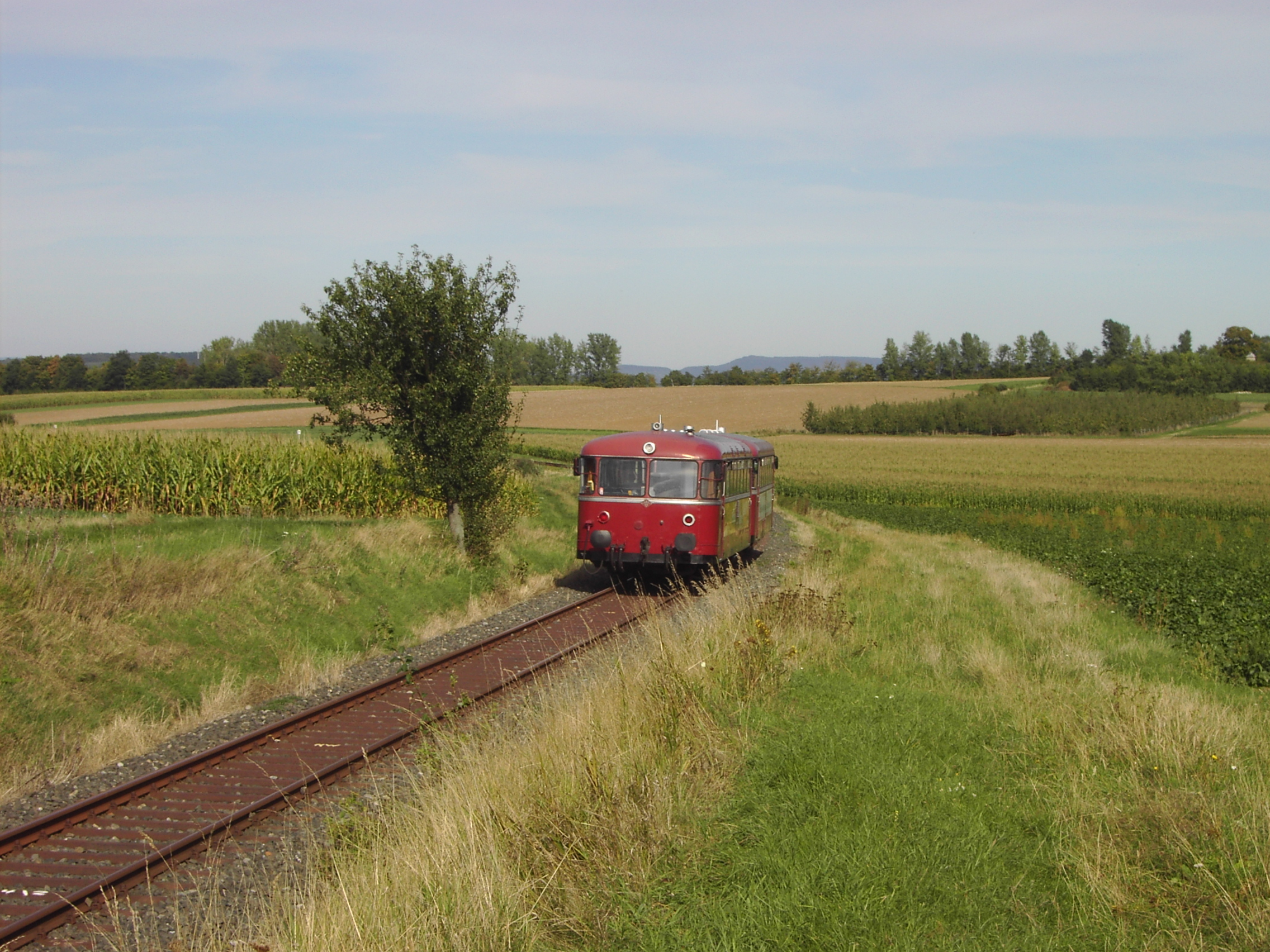
Die Mainschleifenbahn

Die Gemeinde Volkach wird von einem dichten Netz an Kreis- und Staatsstraßen durchzogen. Volkach selbst ist Endpunkt der Kreisstraßen KT 10, 34 und 36. Im Stadtgebiet liegen außerdem die Staatsstraßen St 2260, 2271 und 2274. Die einzelnen Ortsteile weisen ebenfalls mehrere überregionale Straßen auf. Auf dem Gebiet der Gemeinde liegen allerdings weder Bundesstraßen noch Autobahnen. Die nächste Bundesstraße ist die B 286, die durch Gerolzhofen führt. Die B 22 liegt auf dem Gebiet der Gemeinde Schwarzach am Main und ist über die St 2271 zu erreichen. Über diese Staatsstraße gelangt man auch zur nächstgelegenen Autobahn A 3. Ausfahrt 74 (Kitzingen/Schwarzach) liegt Volkach am nächsten.
Die Stadt hat Anlegestellen für Personen- und Frachtschiffe. Die Personenschifffahrt führt in der Sommersaison – vom letzten Wochenende im März bis zum ersten Wochenende im November – planmäßige Rundfahrten über die Volkacher Mainschleife durch; das Fährschiff wurde auf den Namen Undine getauft. Zwei Mainfähren befinden sich auf dem Stadtgebiet: Die Mainfähre Fahr verbindet den Ortsteil mit der Gemeinde Eisenheim im Landkreis Würzburg, während die Mainfähre Nordheim am Main in Escherndorf anlegt. Bis zum Jahr 1892 bestand zusätzlich noch die Mainfähre Astheim.
Nach Seligenstadt(–Würzburg) und seltener nach Kitzingen fahren Busse der OVF.
Zusätzlich existiert für die Volkacher Mainschleife der sogenannte Mainschleifenshuttle. Er bedient im Sommer die Weinfeste in der Umgebung und fährt teilweise bis tief in die Nacht.
Die zwischenzeitlich stillgelegte Mainschleifenbahn ist für den touristischen Bahnverkehr wieder in Betrieb genommen worden. Sonntags (September/Oktober auch samstags) pendeln Züge zwischen Seligenstadt und Volkach-Astheim. Die Wiederaufnahme eines regulären Verkehrs wird diskutiert.
Es besteht ein überörtlich ausgeschildertes Radwegenetz. Die Stadtteile sind über Radwege untereinander gut erreichbar. Der wichtigste dieser Radwege stellt der Main-Radweg dar, der von Kahl am Main kommend auch Volkach durchquert. Durch das Stadtgebiet von Volkach führt der Fränkische Marienweg. Im Stadtteil Volkach selbst ist das Fahrradfahren auf Grund der relativ flachen Topographie und der geringen Verkehrsstärke ohne Probleme möglich. Die kompakte Siedlungsfläche Volkachs und die damit verbundenen kurzen Distanzen begünstigen die Nutzung des Fahrrads als alltägliches Transportmittel.

### Landwirtschaft
Volkach ist heute eines der Zentren des Weinbaugebietes Franken. Daneben etablierte sich zu Beginn des 20. Jahrhunderts der Obstanbau an der Mainschleife, dessen Auftreten durch die Reblaus ausgelöst wurde. Insgesamt ist die Region und Stadt Volkach immer noch weitgehend von der Landwirtschaft geprägt, lediglich Viehzucht ist kaum noch anzutreffen.

#### Weinbau

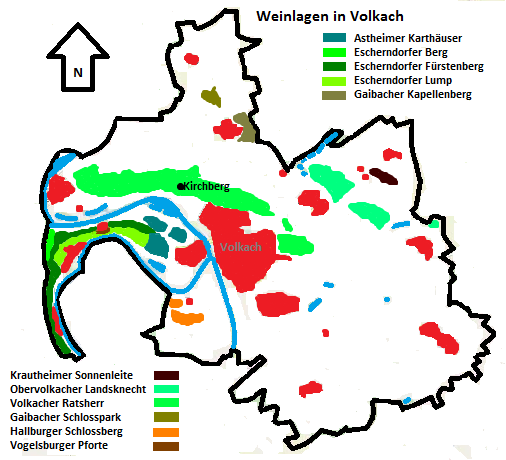
Die Weinlagen im Volkacher Gemeindegebiet

Bereits bei der ersten Erwähnung Volkachs im Jahr 906 nannte die Urkunde Weingärten, die in der Umgebung der Siedlung angelegt waren. Ebenso kann die Forcierung der Stadterhebung Volkachs, die im 13. Jahrhundert auch erfolgte, unter anderem auf den Wein zurückgeführt werden: Die Bauern der Umgebung benötigten einen Absatzmarkt für den Wein, außerdem bot ihnen die Stadtmauer Sicherheit, ihre Produkte anzupreisen. Im 16. Jahrhundert wurde die Stellung Volkachs als Weinhandelszentrum weiter ausgebaut, als die Stadt ein eigenes Eichmaß erhielt.
Das 17. und 18. Jahrhundert ist mit dem Aufstieg einiger Weinhändlerfamilien verbunden, die ihre Produkte auch außerhalb Frankens absetzen konnten. Zu Beginn des 19. Jahrhunderts nahm dann die Verschuldung der Volkacher Winzer immer mehr zu. Grund hierfür war die Realteilung, die im Laufe der Jahrhunderte für immer kleinere Anbauflächen sorgte. Pläne kamen auf, die Weinwirtschaft durch Modernisierung zu retten.
Diese weitreichenden Planungen wurden um die Jahrhundertwende zum 20. Jahrhundert mit dem Auftreten der Reblaus schnell zunichtegemacht. Die Erträge der Volkacher Weinbauern schrumpften Jahr für Jahr. Im Jahr 1921 konnte immerhin eine regionale Organisation der Volkacher Weinbauern in der Winzergenossenschaft Volkach erreicht werden, obwohl der Vollerwerbswinzer mehr und mehr der Vergangenheit angehörte.
Erst in der Nachkriegszeit konnte der Niedergang des Volkacher Weinbaus aufgehalten werden. Vor allem verbesserte chemische Bekämpfungsmöglichkeiten der Weinschädlinge und die Flurbereinigung der 1960er und 1970er Jahre trugen hierzu bei. Heute konzentrieren sich die Winzer auf typisch fränkische Rebsorten wie den Silvaner oder Müller-Thurgau. Volkach forciert den qualitativen Weinbau, seine Winzer sind, zusammen mit denen der Ortsteile, in der Winzergenossenschaft Mainschleife organisiert, die Teil der Gebietswinzergenossenschaft Franken ist.
Liste der Weinlagen der Gemeinde Volkach

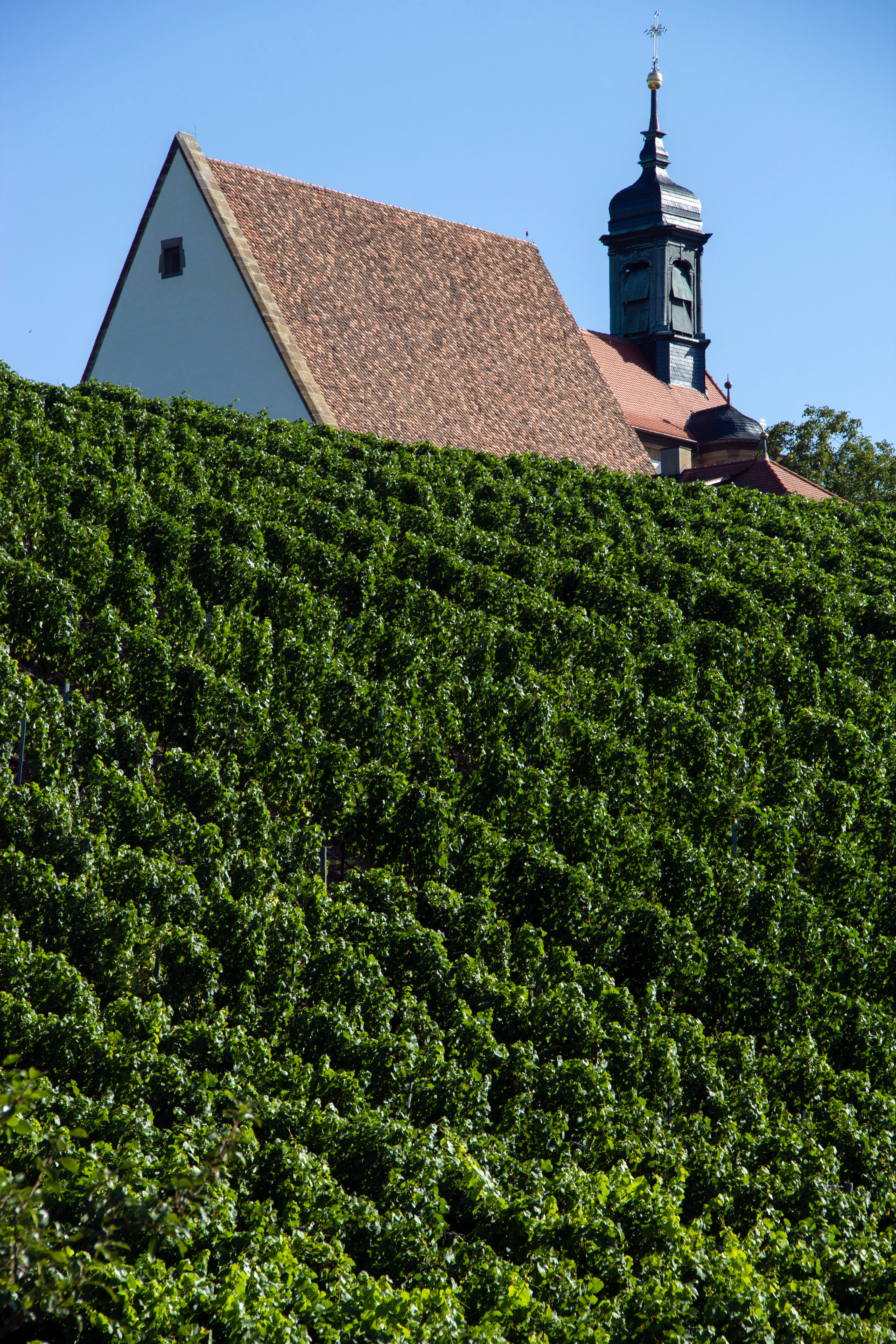
Die Weinlage Volkacher Ratsherr an der Kirche Maria im Weingarten

| Weinlage     | Ortsteil    | Hauptrebsorten                            | Himmelsrichtung  | Großlage            |
| ------------ | ----------- | ----------------------------------------- | ---------------- | ------------------- |
| Berg         | Escherndorf | Müller-Thurgau                            | Süden            | Volkacher Kirchberg |
| Fürstenberg  | Escherndorf | Müller-Thurgau, Silvaner                  | Osten, Südosten  | Volkacher Kirchberg |
| Kapellenberg | Gaibach     | Müller-Thurgau, Silvaner, Riesling        | Süden, Osten     | Volkacher Kirchberg |
| Karthäuser   | Astheim     | Müller-Thurgau, Silvaner                  | Süden            | Volkacher Kirchberg |
| Landsknecht  | Obervolkach | Müller-Thurgau, Silvaner                  | Südwesten        | Volkacher Kirchberg |
| Lump         | Escherndorf | Silvaner, Müller-Thurgau, Riesling        | Süden            | Volkacher Kirchberg |
| Pforte       | Vogelsburg  | Silvaner, Traminer                        | Süden, Osten     | großlagenfrei       |
| Ratsherr     | Volkach     | Müller-Thurgau, Silvaner, Kerner, Bacchus | Süden, Südwesten | Volkacher Kirchberg |
| Schlossberg  | Hallburg    | Müller-Thurgau, Silvaner                  | Süden            | großlagenfrei       |
| Schlosspark  | Gaibach     | Silvaner, Traminer                        | Süden            | großlagenfrei       |
| Sonnenleite  | Krautheim   | Müller-Thurgau, Silvaner                  | Süden            | Volkacher Kirchberg |

### Gesundheit
Volkach ist eines der Zentren für das Gesundheitswesen im Landkreis Kitzingen. Größter Anbieter ist hierbei Remedius Healthcare, der mit dem Fachklinikum Mainschleife insgesamt 40 Betten für die medizinische Grundversorgung der Bevölkerung bereithält. Ein Belegarzt und mehrere angestellte Mediziner leisten diese Versorgung. Daneben wurde im Gebäude ein Facharztzentrum (MVZ) untergebracht. Die Klinik ging aus dem ehemaligen Kreiskrankenhaus Volkach hervor, das im Jahr 1993 aufgelöst worden war.
Die medizinische Versorgung wird durch mehrere private Arztpraxen ergänzt, die sich auf das gesamte Stadtgebiet Volkachs verteilen. Neben Allgemeinmedizinern befinden sich auch gynäkologische Praxen, sowie Psychotherapeuten in der Stadt. Das Ärzteangebot wird durch mehrere Veterinäre ergänzt. Arzneimittel stellen die Apotheken der Stadt bereit. Des Weiteren existieren in der Stadt zwei private Altenpflegeheime.

### Bildung
Während des Mittelalters und der Frühen Neuzeit bestand in Volkach neben der allgemeinbildenden deutschen Schule im Rathaus eine sogenannte Lateinschule. Sie ermöglichte der männlichen Bevölkerung nach einer vierjährigen Ausbildung den Beginn eines Studiums. Die Schule war zunächst eng mit der Pfarrkirche verbunden, das Gebäude lag unmittelbar neben dem Gotteshaus. Später wurde sie als kommunale Anstalt fortgeführt, ehe die Lateinschule 1847 aufgegeben wurde.
Für die grundlegende Bildung existiert eine Grundschule in der Stadt, die, gemeinsam mit der Mittelschule, zur Volksschule Volkach zusammengefasst wurde. Die Mittelschule eröffnet ihren Schülern den Qualifizierenden Hauptschulabschluss. Über den sogenannten M-Zweig kann an der Schule des Weiteren die Mittlere Reife erworben werden. Die Ortsteile sind ebenfalls im Schulsprengel Volkach zusammengefasst. Bis 2019 gehörte lediglich Dimbach zur Grundschule Sommerach.
In der Volkacher Altstadt befindet sich außerdem die Mädchenrealschule der Dillinger Franziskanerinnen im Kloster St. Maria. Die Einrichtung besteht seit dem Jahr 1860 und wurde ursprünglich als hauswirtschaftliche Ausbildungsstätte für Mädchen gegründet. Die Schülerinnen wählen heute zwischen drei Ausbildungsrichtungen, dem wirtschaftlichen, sprachlichem oder sozialem Schwerpunkt, um zur Mittleren Reife zu gelangen. Daneben bietet die Schule offene Ganztagsbetreuung und einen Kinderhort an.
Ein Gymnasium besitzt Volkach nicht, jedoch wurde im Ortsteil Gaibach das Franken-Landschulheim Schloss Gaibach aufgebaut. Als Landschulheim wurde es nach dem Krieg gegründet, um der Schulnot, die durch die zerstörten Städte ausgelöst worden war, entgegenzuwirken. Die Schule befindet sich heute in kommunaler Trägerschaft und bietet neben dem Gymnasium eine Realschule mit Tagesheim und Internat. Daneben existiert eine Außenstelle der Schule in Gerolzhofen.
Außerschulische Bildung eröffnet die Stadtbücherei. Sie wurde in einem Nebentrakt des historischen Schelfenhauses mitten in der Volkacher Altstadt untergebracht. Außerdem bietet das Volksbildungswerk der Stadt weitere Angebote zur Erwachsenenbildung. Die Musikschule Volkacher Mainschleife, in den alten Bahnhofsgebäuden untergebracht, ist Heimat des Symphonischen Blasorchesters. Daneben gibt es ein Angebot zur musikalischen Früherziehung und zur Grundausbildung in verschiedenen Instrumenten.

### Medien
Im Gebiet der Stadt Volkach erscheint als regionale Tageszeitung die Main-Post aus Würzburg. Sie wird durch den Kitzinger Lokalteil und das Markt-Magazin ergänzt. Daneben erscheint „Die Kitzinger“ als Zeitung für den Landkreis. Außerdem erscheint einmal monatlich der Mainschleifenkurier, der neben Anzeigen, auch öffentliche Benachrichtigungen und Aufsätze des Heimatvereins Volkacher Mainschleife enthält.

### Öffentliche Einrichtungen
Das Volkacher Rathaus ist Sitz der Stadtverwaltung Volkach. Hier existiert neben einem Bürgerbüro, einem Steuer-, Friedhofs- und Sozialamt auch das Standesamt für die Eheschließungen der Gemeinde. Im Rathaus ist auch die Verwaltungsgemeinschaft Volkach untergebracht, die aus den Gemeinden Sommerach, Nordheim am Main und der Stadt Volkach selbst besteht. Das Jugendhaus am alten Bahnhof ist ebenso in städtischer Hand. Des Weiteren unterhält die Gemeinde im Ortsteil Astheim ein Stadtarchiv, die Stadtbibliothek im Schelfenhaus sowie Frei- und Hallenbad. Der städtische Bauhof dient außerdem als Wertstoffhof.
Volkach ist Sitz der Deutschen Akademie für Kinder- und Jugendliteratur e. V. Diese literarische Gesellschaft vergibt alljährlich im November einen Großen Preis und einen Volkacher Taler sowie die Empfehlung „Buch des Monats“ für jeweils eine Neuerscheinung aus den Bereichen Bilder-, Kinder- und Jugendbuch.

## Persönlichkeiten

### Söhne und Töchter des Ortes

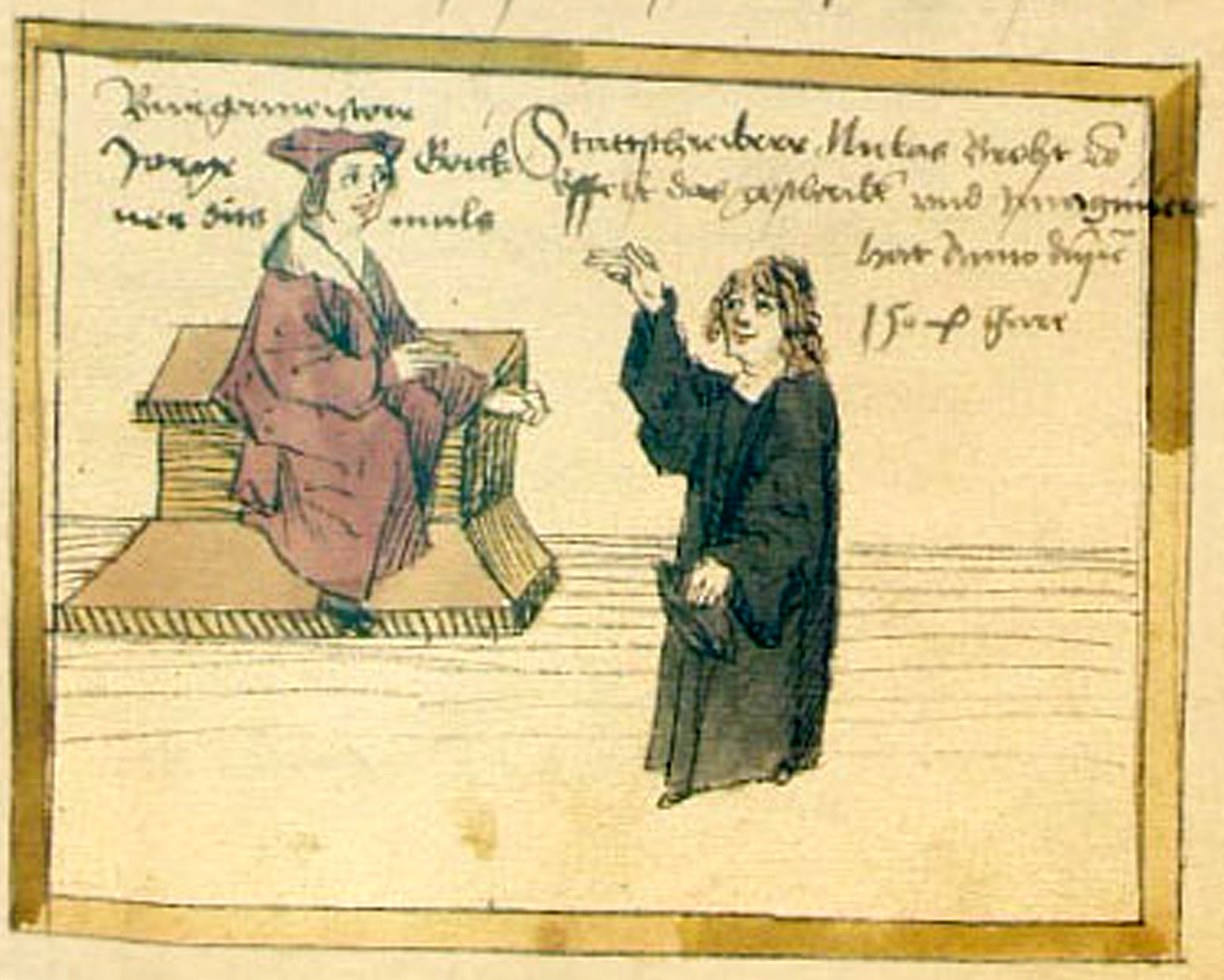
Der Stadtschreiber Niklas Brobst (rechts)

Älteste überlieferte Persönlichkeit der Stadt Volkach ist der Weihbischof in Regensburg und Titularbischof von Megara, Heinrich von Volkach (* 1310; † 1359). Im 15. Jahrhundert ist der Stadtschreiber Niklas Brobst von Effelt (* nach 1450; † um 1506) überliefert, der aus dem heutigen Ortsteil Eichfeld stammte und zusammen mit seinem Sohn Sebastian das Volkacher Salbuch verfasste. Weitere Personen des Mittelalters entstammten dem Adelsgeschlecht der Zollner von Halberg. Sie hatten ihren Stammsitz auf der, heute zu Volkach gehörigen, Hallburg. So kommt der Abt Konrad III. († 1342) von Münsterschwarzach wohl aus dieser Familie. Ein weiterer Prälat des Mittelalters, der aus Volkach stammte war Abt Heinrich III. Heppe († 1426) von Ebrach. Er war wohl auch entfernt mit dem ebenfalls in Ebrach tätigen Prior Johannes Nibling (* um 1463; † 1526) verwandt.
Nach dem Ende des Mittelalters konnten sich in der Stadt bürgerliche Familien hervortun, die es durch den Weinhandel zu einigem Reichtum gebracht hatten. Vor allem die Schelf und Balbus sind hier hervorzuheben. Schnell nahmen Mitglieder ihrer Familien auch wichtige öffentliche und kirchliche Ämter wahr. Den Anfang machte allerdings der Übersetzer und Lyriker Andreas Presson (* 1637; † 1701). Es folgten die Äbte Robert Metzel († 1689) von Bildhausen, Lorenz Hetzer (* um 1619; † 1692) von Oberzell und Gregor I. Gans († 1701) von Theres. Christophorus Balbus (* 1702; † 1766) wurde Abt der Benediktinerabtei Münsterschwarzach, während sein jüngerer Bruder Ambrosius Balbus (* 1704; † 1794) Vorsteher des Zisterzienserklosters in Bronnbach war. In Gaibach kam der spätere Jesuit Joseph Pfriemb (* 1711; † nach 1771) zur Welt. Er war Professor für Theologie an den Hochschulen in Mainz, Bamberg und Fulda. Thaddäus Anton Dereser (* 1757; † 1827) aus dem Ortsteil Fahr, tat sich Theologe hervor. Bernhard Breunig (* 1724; † 1797) stand als vorletzter Abt dem Konvent in Theres vor. Benedikt II. Mahlmeister (* 1748; † 1821) war letzter Abt von Kloster Theres. Er stiftete der Stadt den Elgersheimer Hof.
Im 19. und 20. Jahrhundert brachte die Stadt einige Akademiker hervor, die weit über ihre Grenzen hinaus wirkten. So wurde der Würzburger Bürgermeister Sebastian Benkert (* unbekannt; † unbekannt), der Genremaler Peter Geist (* 1816; † 1867), sein Bruder der Uhrmacher Sebastian Geist (* 1817; † 1908), sowie der Augenarzt und Professor August von Rothmund (* 1831; † 1906) und der Verwaltungsjurist Philipp Brunner (* 1844; † 1919) in Volkach geboren. Ernst Rösser (* 1903; † 1989), Professor und Mitglied des bayerischen Senats, wirkte vor allem in der Universität Würzburg. In der Zwischenkriegszeit wurde im Ortsteil Fahr der Medienunternehmer Leo Kirch (* 1926; † 2011) geboren, der später einen der größten deutschen Medienkonzerne, die Kirch-Gruppe, leiten sollte.
Einige Politiker stammen auch aus der Stadt. Franz Vogt (* 1935) war in den Jahren 1984 bis 2000 Regierungspräsident von Unterfranken. Aufgrund der Lage in der fränkischen Weinregion brachte der Ort mehrere Deutsche Weinköniginnen hervor. Renate Schäfer (* 1968) wurde im Ortsteil Astheim geboren und vertrat im Jahr 1989/1990 den deutschen Wein, ihr folgte Marlies Dumbsky (* 1985)
2008/2009 nach.
Der Komponist und Vorsitzende des Sächsischen Musikbundes Christian Franz Peter Kram (* 1968) wurde in Volkach geboren.

### Mit Volkach verbunden
Wichtige Personen des öffentlichen Lebens waren im späten Mittelalter und der Frühen Neuzeit die Amtmänner, die dem hochstiftischen Amt Volkach vorstanden. Einer der einflussreichsten dieser Beamten war der Bruder des Würzburger Bischofs Julius Echter, Valentin Echter von Mespelbrunn (* 1550 in Mespelbrunn; † 1624 in Öttershausen). Er verstarb im 17. Jahrhundert auf seinem Gutshof, der heute ebenfalls Volkacher Ortsteil ist. Der Bildhauer Reiner Wirl († 1763 in Kitzingen) schuf viele Werke für Kirchen, die heute auf dem Gebiet der Gemeinde liegen. Sein Hauptwerk waren die Altarretabeln in der Stadtpfarrkirche von Volkach.
Der Bundestagsabgeordnete und Diplom-Landwirt Friedrich Funk (* 1900 in Neuses am Sand; † 1963 in Volkach) lebte bis zu seinem Tod im Ort. Reinhart Hoffmeister (* 1923 in Magdeburg; † 2016 in Bremen) erhielt die Goldene Stadtplakette im Jahr 1963. Er hatte sich ebenso wie Henri Nannen um die Wiederbeschaffung der gestohlenen Madonna verdient gemacht. Die in Würzburg geborene Marita Bäuerlein (* 1944 in Würzburg) wuchs auf Gut Strehlhof auf, das heute ein Teil der Stadt Volkach ist. Sie war später Deutsche Weinkönigin und Politikerin der CSU.
Der SPD-Politiker Frank Hofmann (* 1949 in Schweinfurt) lebte lange Jahre in der Stadt und hatte hier auch sein Wahlkreisbüro. Der Fernsehkoch Stefan Marquard (* 1964 in Schweinfurt) wuchs im Ortsteil Astheim auf. Mit dem Sportschützen Philipp Grimm (* 1992 in Würzburg) wurde ein späterer Europameister bei den Volkacher Schützen ausgebildet.

### Ehrenbürger

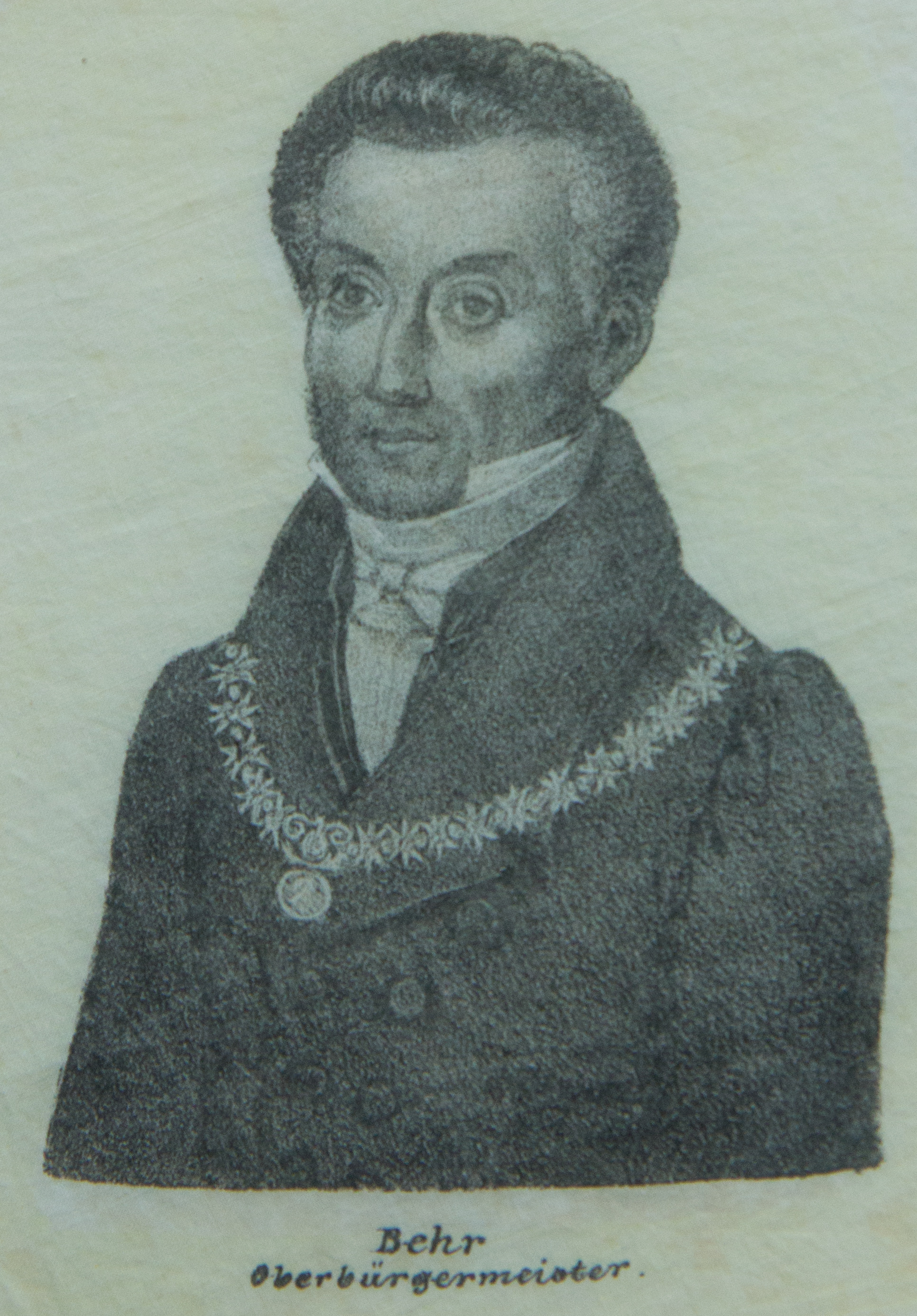
Erster Ehrenbürger: Wilhelm Joseph Behr. Abbildung auf dem Hambacher Tuch

Im Laufe der Jahre wurden mehrere Persönlichkeiten, die sich um die Stadt besonders verdient gemacht hatten, mit dem Ehrenbürgerrecht Volkachs geehrt. Vor allem Bürgermeistern und Stadtpfarrern wurde diese Ehre zuteil. Erster Ehrenbürger wurde im Jahr 1819 der Bürgermeister der Stadt Würzburg, Wilhelm Joseph Behr. Es folgte der Stadtpfarrer Eugen Schön, dessen geschichtliches Werk über die Stadt mit der Auszeichnung gewürdigt wurde.
Im Jahr 1873 zeichnete der Stadtrat Franz Christoph von Rothmund mit der Ehrenbürgerwürde aus. Er hatte als Volkacher Gerichtsarzt während der Choleraepidemie 1835/1836 die Stadt gerettet. Es folgten im Jahr 1888 der Stadtpfarrer Georg Josef Scheurich und der Stadtschreiber Kaspar Mainzinger. Im Jahr 1890 wurde der Geistliche Rat Johann Georg Friedrich für sein fünfzigjähriges Priesterjubiläum geehrt. 1892 zeichnete man den Arzt Gregor Schmitt mit der Ehrenbürgerwürde aus.
Ein Jahr später, 1893, wurde der Regierungspräsident Friedrich von Luxburg für sein fünfundzwanzigjähriges Dienstjubiläum geehrt. Ihm folgte 1894 der Bamberger Gymnasialprofessor Anton Jäcklein, dem die Stadt auch eine Straße, die Professor-Jäcklein-Straße widmete. Im Jahr 1925 wurde mit Peter Braun wiederum ein Stadtpfarrer mit der Ehrenbürgerwürde bedacht. In der gleichen Ratssitzung wurde auch der Oberlehrer Franz Klühspies geehrt.
Karl Friedrich Lippert wurde 1928 ausgezeichnet. Mit Josef Wächter, auch nach ihm wurde eine Straße benannt, folgte 1933 wiederum ein Bürgermeister, der sogar den Titel „Ehrenbürgermeister“ erhielt. Ebenfalls 1933 erhielt Paul von Hindenburg das Ehrenbürgerrecht der Stadt Volkach. Zusätzlich benannte man den Ringpark nach dem Reichspräsidenten. Nach dem Zweiten Weltkrieg eröffnete Johann Erbig, Besitzer des Schelfenhauses, die Ehrenbürgerernennungen.
Im Jahr 1958 wurde der Stadtpfarrer und Geistliche Rat, Simon Himmel, geehrt. Im gleichen Jahr ernannte man den Bürgermeister Georg Berz zum Ehrenbürger. Auch wurde eine Straße nach ihm benannt. Im Zuge des Madonnenraubes des Jahres 1962 machte man den Journalisten Henri Nannen zum Volkacher Ehrenbürger. Er hatte sich für die Wiederbeschaffung der geraubten Skulptur eingesetzt. 1990 ehrte man wiederum einen Bürgermeister, Friedrich Russ. Auch die Ortsteile haben eigene Ehrenbürger. 2008 erhielt der Lehrer und Heimatforscher Gerhard Egert die Ehrenbürgerwürde.